# Alejo I Comneno
Alejo I Comneno (en griego: Ἀλέξιος Αʹ Κομνηνός; 1058-15 de agosto de 1118) fue emperador bizantino entre 1081 y 1118.
Fue el tercer hijo de Juan Comneno y Ana Dalasena y sobrino de Isaac I Comneno, emperador entre 1057 y 1059. El padre de Alejo rechazó el trono cuando Isaac abdicó, y entre 1059 y 1081 reinaron cuatro emperadores pertenecientes a dinastías diferentes. Durante el reinado de uno de ellos, Romano IV Diógenes (1067-1071), Alejo sirvió con honores en el ejército combatiendo contra los turcos selyúcidas. Posteriormente, bajo Miguel VII Parapinaces (1071-1078) y Nicéforo III Botaniates (1078-1081), combatió, junto con su hermano mayor, Isaac, a los rebeldes en Asia Menor, Tracia y Epiro.
Los éxitos de los Comnenos provocaron los celos de Botaniates y sus ministros. Los hermanos tomaron las armas contra el emperador, y entraron en Constantinopla. Botaniates fue forzado a abdicar y recluido en el monasterio de Peribleptos. Alejo entró en Constantinopla el 1 de abril de 1081 y fue coronado solemnemente por el patriarca de Constantinopla Cosme I el 4 de abril, a la edad de 33 años.

## Familia
Alejo era por entonces amante de la emperatriz María Bagrationi, hija del rey Bagrat IV de Georgia, que había sido esposa primero de Miguel VII Ducas y luego de Botaniates, y era célebre por su belleza. Alejo y María no disimulaban su relación, y vivían juntos en el palacio de Mangana. El joven hijo de María y de Miguel VII, el príncipe Constantino Ducas, fue adoptado por Alejo y proclamado su heredero. Esto procuró a Alejo cierta legitimidad dinástica, pero pronto la madre del emperador, Ana Dalasena, consolidaría la conexión con la familia Ducas arreglando la boda de su hijo con Irene Ducas, nieta del césar Juan Ducas, cabeza de la poderosa familia feudal y principal valedor del antiguo emperador Miguel VII.
La relación de Alejo con María continuó, sin embargo. Poco después de su nacimiento, la primera hija de Alejo e Irene, Ana Comnena, fue prometida en matrimonio al heredero Constantino Ducas, y se trasladó a vivir al Palacio Mangana, con los dos amantes. No obstante la situación cambió drásticamente cuando Irene tuvo un hijo varón, Juan: se deshizo el compromiso matrimonial entre Ana y Constantino, quien perdió su condición de heredero imperial; la princesa fue llevada al palacio principal para vivir junto a su madre y su abuela y Alejo rompió su relación con María. Poco tiempo después murió el joven Constantino, y María fue recluida en un convento.

## Carrera militar
En el siglo XI el Imperio bizantino fue marcado por el ascenso irresistible de una aristocracia basada en el nacimiento y el acceso a las funciones militares. Alejo es miembro de una de estas familias, los Comneno, aparecida hace relativamente poco tiempo, ya que su primer miembro conocido, Manuel Erótico Comneno, contemporáneo del emperador Basilio II, solo ocupaba cargos relativamente secundarios en ese momento. Sin embargo, a su muerte, su hijo aún es muy joven y tiene una educación dentro de la Corte Imperial. Entre los hijos de Manuel Comneno se encuentran Isaac Comneno y Juan Comneno. El primero obtuvo por primera vez puestos importantes (fue duque de Antioquía) y mantuvo sólidas relaciones en Constantinopla, donde creció. Llegó al poder en 1057, al frente de una rebelión apoyada por parte de los ejércitos de Anatolia, acompañado de su hermano Juan, el padre de Alejo. Fue en esta fecha que la familia Comneno se convirtió en uno de los principales clanes del Imperio Bizantino. Alejo fue criado, junto con sus hermanos, por su madre Ana Dalaseno con miras a algún día ascender al trono. Esta, de hecho, nunca aceptó la negativa de su esposo, Juan Comneno, de suceder a su hermano Isaac I cuando abdicó en 1059 en beneficio de Constantino X. Si, tras la abdicación de Isaac, los Comneno son relegados a las sombras por Constantino X, Ana Dalaseno practica una estrategia matrimonial que une a los Comneno con todas las grandes familias del Imperio para fortalecer su influencia.
Su primer contacto con el ejército se remonta a los meses anteriores a la derrota de Manzikert (1071) cuando su madre lo envió a unirse al emperador Romano IV Diógenes para reemplazar a su hermano mayor Manuel Comneno, que murió de enfermedad durante la campaña. Alejo solo tiene 13 años. El emperador, sin embargo, le ordenó regresar inmediatamente a Constantinopla debido a su corta edad.

### Lucha contra Roussel de Bailleul
En la década de caos que siguió a la derrota de Manzikert, Alejo demostró ser un general capaz. Alrededor de 1073, entonces con 15 años, dirigió bajo las órdenes de su hermano Isaac un pequeño ejército, que enfrentó a los selyúcidas con el mercenario normando Roussel de Bailleul. Sin embargo, la traición del Normando llevó a la derrota de Isaac, quien fue capturado por sus oponentes. Alejo continúa la lucha contra los Selyúcidas con un ejército inferior en número, se retira con valentía y recupera Constantinopla en el otoño de 1073. El Caesar Juan Ducas, tío del emperador, derrotado, es hecho prisionero por Roussel en Puente Sangarius (cerca de Ancyra), así como su hijo Andrónico. Roussel proclama a su ilustre prisionero Emperador.
El líder normando representa tal amenaza para el Imperio que Miguel VII Ducas llega a un acuerdo con los selyúcidas para deshacerse de él. Derrotado en Capadocia por el emir turco Artouch, Roussel es hecho prisionero. Liberado rápidamente al pagar un rescate, se refugió en Armenia, en Amasya, y se hizo dueño de las principales ciudades del Ponto. Alejo, que solo tenía 17 años, fue nombrado stratopedarcha en 1075 y fue enviado a aprisionar al normando. Apenas contaba con más de mil hombres y practicaba una campaña de acoso. Alejo también usa la diplomacia (constante que se encuentra más tarde a lo largo de su reinado) y se pone en contacto con un jefe turco llamado Toutach, probablemente enviado por Malik Shah I. Este último aprisiona a Roussel y se lo entrega a Alejo, quien luego se enfrenta al descontento de los habitantes de Amasya, con quienes cuenta para pagar la suma prometida a los selyúcidas. Luego regresó a Constantinopla por mar, porque la ruta terrestre estaba bloqueada por bandas turcas, lo que ilustra el debilitamiento del Imperio.

### Un período turbulento
En noviembre de 1077, Nicéforo Brienio, general de una ilustre familia, se rebeló y se apoderó de Macedonia, mientras su hermano Juan Brienio intentaba sitiar la capital. Alejo comanda su defensa con la ayuda de Roussel de Bailleul, liberado de su prisión por orden del emperador Miguel VII Ducas. Los dos ex adversarios obtuvieron la victoria sobre el ejército de Juan Brienio en enero de 1078. Esta hazaña elimina la oposición de Miguel VII al matrimonio de Alejo con Irene Ducas, nieta del César Juan Ducas, tío del emperador y verdadero jefe de la familia Ducas. El único hijo de éste, Andrónico, está muriendo y les parece importante a Juan Ducas y su nuera, María de Bulgaria, asegurar el futuro de la familia a un protector con la estrella en ascenso tanto como a la política. El horizonte del basileus parece incierto.
De hecho, tan pronto como se obtuvo esta victoria, estalló una segunda revuelta, encabezada por el duque de Anatolia, Nicéforo Botaniates, en Asia Menor. El 25 de marzo de 1078, estalla una revuelta de sus partidarios en Constantinopla. Alejo, que dirige las tropas en la capital, está convencido de que es posible hacer frente a los insurgentes, pero Miguel VII Ducas prefiere abdicar (24 de marzo de 1078). Alejo luego intenta en vano convencer a Constantino Ducas, el hermano de Miguel, para que ascienda al trono; ante la negativa de este último, se unió a Nicéforo Botaniates. Éste, demasiado contento con este apoyo que le da la capital, acepta con impaciencia y asciende al trono bajo el nombre de Nicéforo III, casándose con la esposa de Miguel VII Ducas, la emperatriz María de Alania. Sin embargo, espera preservar los derechos al trono de su hijo Constantino Ducas y busca un protector en la persona de Alejo, convirtiéndolo, al adoptarlo oficialmente en la primavera de 1078, en hermano de su hijo de 4 años. Es más que probable que una conexión entre Alejo y María de Alania, famosa por su belleza, llegue en 1078, especialmente porque la esposa de Alejo tenía en ese momento 16 años.
Alejo aplasta definitivamente la insurrección de Nicéforo Brienio (primavera de 1078) gracias al uso de mercenarios selyúcidas. Brienio es llevado a Constantinopla y cegado por orden de Nicéforo III. Un tercer competidor, Nicéforo Basilakios, que había sucedido a Nicéforo Brienio como duque de Dyrrachium, se levantó a su vez y se apoderó de Macedonia y Salónica (primavera-verano de 1078). Alejo, ayudado por Tatikios, es enviado por Nicéforo III para poner fin a la revuelta. Basilakios es astutamente derrotado debido a que es abandonado por sus propios hombres. Es cegado durante su traslado a la capital. Entonces Alejo fue autorizado a regresar a la capital con sus tropas por Nicéforo III y obtuvo la dignidad de Sebasto.

### Toma del poder
Alejo Comneno fue tratado inicialmente con honor por el nuevo emperador y su familia. El hermano mayor de Alejo, Isaac, que regresó de Antioquía en el verano de 1078, también fue nombrado Sebasto. Casado con un primo de la emperatriz Marie de Alania, reside en el Gran Palacio y se acerca al basileus. La avanzada edad de Nicéforo III desencadena ambiciones: las de Alejo y su hermano Isaac, apoyados por su madre Ana Dalaseno, pero también la de Jan Ducas que tiene dos nietos, Miguel Ducas y Juan Ducas, pudiendo reclamar el trono. María de Alania, finalmente, no renunció al Imperio para su hijo Constantino Ducas. Alejo, sin embargo, sigue siendo el contendiente más serio: es al mismo tiempo aliado de los Ducas por su matrimonio, adoptado por María de Alania y sobre todo un prestigioso general con numerosos relevos en el ejército.
La situación es extremadamente crítica para el Imperio con la instalación del sultán selyúcida Suleiman I en Nicea y la amenaza de invasión del Imperio por Roberto Guiscardo y sus normandos. Nicéforo III comete entonces un primer error al despojar al joven Constantino Ducas de sus atributos imperiales, atrayendo así el odio de la emperatriz. Se forma una trama entre esta última y los hermanos Comneno. Alejo trae tropas a la capital. Informado, Nicéforo decide arrestarlo y cegarlo a él y a su hermano, pero María de Alania advierte a Comneno.
En la noche de 14 de febrero de 1081, Alejo se pone en contacto con los generales Gregorio Pacoriano y Constantino Humbertopoulos y recibe su apoyo, luego abandona la capital y se dirige a Schiza. Luego recibe el apoyo económico decisivo del César Juan Ducas, cabeza de esta familia. Mientras tanto, en Constantinopla, las mujeres de la familia Comneno están encerradas en un monasterio. En Schiza, Alejo es proclamado Emperador, después del relegamiento de su hermano mayor, Isaac, para su beneficio; este borrado también refleja la voluntad del clan Ducas del que provenía la esposa de Alejo. Finalmente, el propio Isaac se pone las botas moradas de su hermano, la insignia imperial por excelencia. Lo secundó efectivamente hasta su muerte.
Alejo luego marcha hacia la capital, que asedia. Sin embargo, Nicéforo III Botaniatès tiene tropas significativas, en particular el cuerpo de mercenarios de élite que son los Varegos y los comatenses. Además, el Senado y el pueblo de Constantinopla son hostiles a Alejo. Finalmente, la mayoría de las tropas en Asia Menor apoyan a otro pretendiente al trono, Nicéforo Meliseno; este último toma Damalis, frente a la capital. Es principalmente con el apoyo de tropas "europeas", así como de auxiliares turcos, que Alejo asedia la capital. Unos pocos ataques fallidos le hacen darse cuenta de que la forma más fácil es eludir a algunos de los defensores, a menudo mercenarios extranjeros. Alejo atrajo para ello a su causa al líder de los Nemitzoi (mercenarios alemanes), al frente de la guardia en la puerta de Adrianópolis, y entró el jueves Santo (1 de abril de 1081) en Constantinopla. Parte de la ciudad fue luego saqueada por los mercenarios de Alejo antes de que este último recuperara el control de sus tropas. Nicéforo pretende entonces llegar a un acuerdo con Alejo presentando la oferta de compartir el poder, pero bajo la influencia del patriarca de Constantinopla Cosme I, finalmente abdicó y se retiró a un monasterio. Alejo se deshace rápidamente al último pretendiente, Nicéforo Meliseno, quien propuso una partición del Imperio, otorgándole la dignidad de César y la ciudad de Salónica.

## Gobierno
Es un joven que llega al poder. A pesar de esta juventud, el nuevo basileus ya tiene a sus espaldas una larga experiencia militar, cuyo éxito dependía principalmente de sus dotes diplomáticas más que de sus cualidades militares. De pequeña estatura, posee un cierto carisma (como señalaron más tarde los cronistas de la Primera Cruzada) y un perfecto autocontrol. No muy cruel por naturaleza, dejó que sus dos predecesores terminaran con sus vidas, uno en un trono episcopal (Miguel VII Ducas), el otro en un monasterio (Nicéforo III Botaniatès}), sin embargo, es capaz de usar la astucia e incluso el terror cuando la situación lo requiere. Al casarse con Irene Ducas se alía con una de las familias más grandes del imperio que consolida su trono pero toda su vida, e incluso en su lecho de muerte, se ve obligado a frustrar las intrigas y complots de la aristocracia bizantina y su círculo familiar. Así, su madre, descrita como dominante y posesiva, siente un odio feroz hacia la nueva emperatriz y su clan, un odio compartido por María de Alania, esposa de Miguel VII Ducas, de Nicéforo III Botaniatès y probable amante de Alejo antes de su acceso al trono. Para limitar los riesgos de usurpación, Alejo practica una inteligente política de alianzas matrimoniales. Su hija mayor, Ana Comneno, fue comprometida con Constantino Ducas (hijo de Miguel VII Ducas y María de Alania), luego, después de la muerte de esta última, Nicéforo Brienio, el hijo del rebelde de Dyrrachium.

### Recuperación financiera
La situación del Imperio en 1081 es dramática. En los Balcanes, los bizantinos se enfrentan a los normandos de Roberto Guiscardo, así como a las invasiones de los Pechenegos. Los pueblos eslavos de Serbia y Dalmacia se enfrentan constantemente. La Cilicia, poblada por oleadas de migración armenia, es casi independiente y se debate entre las luchas fratricidas de varios reyezuelos. Además, la pérdida de Anatolia priva al basileus de importantes ingresos fiscales debido al colapso del antiguo sistema de recaudación de impuestos. Uno de los primeros retos que afronta Alejo I es el problema económico. Los medios utilizados por el emperador para obtener dinero no eran muy populares pero, sin embargo, efectivos. Se grava a la población hasta el límite de lo soportable, se confiscan ciertas propiedades de los nobles y de la Iglesia, las sentencias judiciales suelen ser multas en lugar de penas de prisión. Finalmente, Alejo I tomó primero dos decisiones importantes que resultan catastróficas a largo plazo: concede enormes ventajas comerciales a Venecia por la bula de oro de 1082, en detrimento del propio comercio bizantino, esto inicialmente aseguró la alianza de la poderosa flota de la ciudad de los Dogos pero la expuso a su creciente competencia, simbolizada por el desarrollo del distrito veneciano dentro de las murallas de Constantinopla.
Al mismo tiempo, devalúa la moneda imperial (la nomisma) que durante siete siglos había sido la única moneda estable en la cuenca mediterránea. De hecho, Alejo está reaccionando a la caída del valor de las monedas bizantinas de diecisiete quilates a dos quilates entre 1071 y 1092. Las monedas de oro de los primeros días del reinado de Alejo estaban compuestas casi exclusivamente de plata. Ante este fenómeno, el emperador acometió una importante reforma monetaria tras su victoria en el cerro de Lebounion. Restaura un valor significativo de una moneda de oro, el hiperpiro estable durante los próximos dos siglos. Esta política le permite a Alejo establecer una administración eficiente, recrear un ejército real, una flota poderosa e incluso mantener una corte suntuosa.

### El peligro normando (1081-1085)
En política exterior, Alejo I Comneno debe elegir contra qué oponente pelear primero. La lucha contra los selyúcidas presupone un esfuerzo a largo plazo que aún no es capaz de realizar. Además, las disputas internas debilitan temporalmente a los selyúcidas. Así que, inicialmente, eligió repeler el ataque normando. Roberto Guiscardo y sus tropas acababan de capturar Avlóna y tras lo cual pusieron sitio a Dyrrachium en el verano de 1081. Además, lo que es más preocupante para Alejo, Roberto justifica su intervención por su deseo de devolver al trono al ex emperador Miguel VII Ducas con quien había firmado una alianza en 1074, esto amenaza directamente la legitimidad de Alejo como emperador. Su número oscila entre 10.000 y 15.000 hombres. Alejo, durante su toma del poder, reemplazó inmediatamente al duque de Dyrrachium, Jorge Monomachos, considerado poco confiable, por su cuñado Jorge Paleólogo quien inmediatamente organizó su defensa. La flota veneciana, aliada con los bizantinos, inflige una seria derrota a los normandos en julio de 1081 obligándolos a levantar el asedio marítimo pero no el asedio terrestre.
En octubre del mismo año, Alejo interviene con un ejército cuyo cuerpo principal es la guardia varangiana formada, en su mayor parte, por anglosajones, pero también recluta a muchos mercenarios turcos. Alejo rechaza el consejo de sus experimentados generales de una guerra de acoso y ataca inmediatamente a Roberto Guiscardo. La batalla resulta incierta durante mucho tiempo; Alejo finalmente es severamente derrotado y debe huir del campo de batalla abandonando la Tienda Imperial. Dyrrachium cae en febrero de 1082, después de haber abierto sus puertas a los normandos. Roberto Guiscardo controla así la Via Egnatia que abre el camino a Tesalónica y especialmente a Constantinopla.
En estas dramáticas circunstancias se mide la habilidad de Alejo que siempre tiene varios hierros en el fuego. Este desastre militar se compensa con eficacia y rapidez con una hábil política diplomática. Ana Comneno indica que Alejo había fortificado “los lugares situados frente a Roberto y frente a él; pero tampoco se había olvidado de intervenir detrás de él.» Se hace un acercamiento con el emperador del Sacro Imperio Romano Germánico Enrique IV en lucha con el Papa Gregorio VII y sus aliados normandos 6. El emperador germánico interviene militarmente frente a Roma en mayo de 1081 y luego nuevamente en la primavera de 1082. Alejo también apoya las afirmaciones de los sobrinos de Roberto, Abelardo de Altavilla y Germás de Altavilla, que disputan la herencia de Hunifredo de Altavilla, su hermano mayor. Parte de Puglia se levantó contra Roberto a principios de 1082. Finalmente, Alejo fortaleció su alianza con Venecia. Es en este difícil contexto para el Imperio donde debemos comprender los considerables privilegios comerciales obtenidos por los venecianos con la bula de oro de mayo de 1082. Venecia, ayudada por una flota bizantina, en la primavera de 1082 obtuvo un segundo éxito naval sobre los normandos.
Estos hechos obligaron a Roberto Guiscardo a regresar a Italia en abril de 1082 con parte de sus tropas. Dejando a su hijo Bohemundo de Tarento en Grecia. Éste se adentra en territorio bizantino y Alejo se apresura a intentar detener la marcha del invasor. Alejo es derrotado en Ioannina (mayo 1082) luego en Artá (julio 1082) tras los cual vuelve a Constantinopla para reconstituir un ejército(agosto 1082). Bohemundo asedia Larissa durante seis meses, lo que deja a Alejo tiempo para reclutar a muchos mercenarios, incluidos más de 7.000 turcos. También tuvo éxito en el corrompimiento de algunos de los oficiales de Bohemundo. A finales del verano de 1083 inició una campaña de emboscadas. Logra, mediante una estratagema, hacer que la caballería de Bohemundo abandone el sitio de Larissa y masacrar a los soldados de infantería de su adversario. Los soldados normandos se desmoralizan ante la falta de paga. Por lo tanto, es fácil para Alejo hacer que cambien su lealtad. Bohemundo regresa a Avlóna y luego a Italia para encontrar algo para pagar a sus tropas.
Roberto Guiscardo, sin embargo, no se rinde. Desembarcó en Grecia nuevamente en 1084 con una gran flota y un ejército bien equipado. Después de un primer fracaso contra los venecianos, Roberto obtuvo una gran victoria en Corfú y se apoderó de la isla. La muerte de Guiscardo en julio de 1085 y las luchas de sucesión entre sus herederos liberaron al Imperio de un gran peligro. Las tropas normandas regresan a Italia, permitiendo el restablecimiento de la autoridad imperial en las provincias occidentales del Imperio.

### La política de Alejo frente a los selyúcidas (1085-1092)

#### El declive de Constantinopla en Asia Menor
En Asia Menor la situación del Imperio bizantino se deterioró terriblemente desde la derrota de Manzikert frente a los selyúcidas en 1071. El principal líder de los selyúcidas, Suleiman I, encargado por el sultán Malik Shah I para continuar la guerra contra los bizantinos, cumple su tarea con tal vigor que casi toda Anatolia se pierde.
Esta situación es posible por varias razones. Desde el reinado de Basilio II, las grandes familias residen con mayor frecuencia en Constantinopla, privando a sus líderes del sistema local de defensa, en el modelo del castillo fortificado de Europa occidental, contra los selyúcidas. A diferencia de los árabes, los selyúcidas querían establecerse en Anatolia. La defensa de estas tierras queda en manos del emperador.
Además, las incesantes rebeliones contra los emperadores tras el fin de la dinastía macedonia, y el uso de mercenarios selyúcidas, favorecen el avance de estos últimos. Suleiman apoya así en 1082 el intento de Nicéforo Meliseno. Cuando este último se somete a Alejo, Suleiman se apodera de Nicea, parte de Bitinia y algunas ciudades de Frigia. Nicea incluso se convierte en la capital oficial del Sultanato Selyúcida de Anatolia.
Entre 1084-1085 los antiguos territorios bizantinos en Asia Menor, con la excepción del Mar de Mármara y ciertas porciones de la costa, eran controlados por los selyúcidas. Así, este último se apoderó de la gran ciudad de Antioquía (13 de diciembre de 1084) así como, poco después, las ciudades de Melitene y Edessa, en su mayoría pobladas por armenios. Solo Trebisonda, en la costa norte del Mar Negro, sigue siendo bizantina.

#### La política de Alejo frente a los selyúcidas
Cuando Alejo I Comneno se convirtió en emperador, tiene que optar contra que enemigo luchar en primer lugar, los normandos o los selyúcidas. A diferencia de Roberto Guiscardo, cuyo objetivo es claramente Constantinopla, los selyúcidas todavía no parecen tener un plan imperial y representan a los ojos de Alejo un peligro menos apremiante. Así que tomó la decisión de defender la parte occidental del Imperio. Para ello lidera una intensa actividad diplomática para comprar la paz a los Selyúcidas con el fin de dedicarse a la guerra contra los normandos y no duda en reclutar mercenarios turcos en sus propias tropas. Consigue retomar Damalis, un promontorio situado frente a Constantinopla al otro lado del Bósforo.
Frente a los selyúcidas, la política de Alejo es muy consistente, "divide y vencerás". La muerte en 1086 del principal líder turco, Suleiman I, que acababa de conquistar Antioquía y Alepo, asesinado por uno de sus rivales, divide a los selyúcidas de Anatolia y ayuda al emperador. Los diversos subordinados Suleiman se independizan y Nicea permanece seis años en manos de un rebelde, Ebul Kasım Saltuk, no fue hasta 1092, poco antes de su muerte, que Malik Shah I logró restaurar por primera vez al hijo de Suleiman, Kilij Arslan I en el trono del sultanato. Alejo aprovechó esta confusa situación para reconquistar Cícico y firmó un tratado de asistencia con Ebul Kasim Saltuk (c.1086). Alejo recibe propuestas de alianzas de Malik Shah I mismo (entonces el gobernante más grande del mundo musulmán) al menos dos veces. En 1086, cuando negoció con Ebul Kasim Saltuk (que temía la intervención del sultán y se acercó a Constantinopla por este motivo) hacia 1091-1092. En ese momento Malik Shah busca deshacerse de su hermano Tutush, que gobierna Antioquía y restaurar al hijo de Süleyman I en Nicea. Propone a Alejo la restitución de las ciudades de Bitinia y Ponto y un matrimonio entre Ana Comneno y su hijo mayor.
El asesinato de Malik Shah en 1092 llevó al abandono del proyecto. Sin embargo, Alejo se enfrenta a un nuevo adversario potencialmente más peligroso, el emir turco de Esmirna, Tzacas.

#### La lucha contra Tzacas
De hecho, el emir turco de Esmirna, Tzacas, intenta al mismo tiempo federar los reyezuelos turcos en el marco de una alianza y se convierte en el amo, entre 1080 y 1090, de la costa del mar Egeo y de las islas de Lesbos, Quíos, Samos y Rodas con la complicidad de muchos griegos, constituyendo la columna vertebral de su poder naval. Alejo le inflige una derrota en el Mar de Mármara, con su flota recién restaurada, pero se libera del peligro solo sugiriendo a Kilij Arslan I, que se había casado alrededor de 1092 con la hija de Tzacas, el asesinato de este último. En 1093 en un banquete en Nicea, su yerno lo hizo asesinar. Alejo, sin embargo, no recupera las posesiones de Tzacas: de hecho, solo la Batalla de Dorilea y la ayuda de los cruzados, consiguen vencer al hijo de Tzacas y expulsarlo fuera de los últimos territorios en su poder.

### El peligro pechenego (1086-1091)
Uno de los factores que explica la relativa pasividad de Alejo en los años 1086-1092 frente a los turcos es la amenaza inmediata y real que plantean los Pechenegos en la frontera del Danubio. Este pueblo de origen turco fue empujado hacia el sur por los rusos. Cuando en 1083 Alejo decidió exiliar a los líderes paulicianos, una secta dualista establecida en Tracia y considerada herética, algunos trataron con los Pechenegos, que en ese momento vivían en el noreste de la actual Bulgaria, y que iniciaron una serie de incursiones. Una expedición armada dirigida por el Doméstico de Occidente Gregorio Pacoriano es vencida en la batalla de Beliatova en enero de 1086 y los pechenegos toman Tracia en 1086 o 1087 con la ayuda de los húngaros. Los bizantinos son derrotados en Silistra en 1087 por adversarios más numerosos y mejor organizados.
Sin embargo, la discordia se instala entre Pechenegos y Cumanos sobre el importante botín de la batalla y Alejo aprovecha la oportunidad para negociar la paz con los primeros. Temiendo una alianza de los dos pueblos. Esta paz es solo una ficción y los pechenegos rápidamente reanudaron sus incursiones en Tracia. En la primavera de 1089 masacraron en Charioupolis alrededor de 300 Arcontópulos. Esta masacre se siente en Constantinopla como una gran catástrofe.
En 1091, los pechenegos ocuparon la región de Gallipoli y se aliaron con los selyúcidas y, en particular, con Tzacas en febrero. Esta alianza, potencialmente fatal para el Imperio, fracasó debido a las divisiones internas dentro de los turcos y gracias a la habilidad diplomática de Alejo, quien se alió con los cumanos, casi 40.000 de los cuales acababan de llegar tras los pasos de los pechenegos. Aquí es cuando Alejo usa hábilmente su arma favorita, la diplomacia. Separó a los cumanos de la alianza Pechenega con una inteligente política de regalos y un banquete memorable. Los cumanos luego se aliaron con las tropas bizantinas y aplastaron a los pechenegos el 29 de abril de 1091 en la Batalla de Levounion. El número de prisioneros es tal que los bizantinos temen una revuelta de ellos. Un gran número son luego masacrados probablemente con el acuerdo tácito de Alejo aunque Ana Comneno intenta liberar su responsabilidad.
Alejo I se ve finalmente liberado de amenazas en su frontera norte y puede dedicarse por completo a la lucha contra los selyúcidas.

### Relaciones con Occidente
Las relaciones diplomáticas de Alejo I con los países de Europa occidental son inicialmente relativamente conflictivas. El Papa Gregorio VII había mantenido buenas relaciones con Miguel VII Ducas y, tras la deposición de este último en 1078, excomulgó inmediatamente a su sucesor Nicéforo III Botaniates. Esta excomunión se extiende en abril de 1081 al nuevo emperador, Alejo I Comneno. Este último intenta, en junio de 1081, renovar el contacto y contar con el apoyo del Papa contra las empresas de Roberto Guiscardo pero sin que sus cartas reciban respuesta. El emperador del Sacro Imperio Romano Germánico Enrique IV, en conflicto con el Papa, presta un oído más atento a los embajadores de Alejo y a las subvenciones que le paga el emperador bizantino. Alejo, en represalia por la actitud de Gregorio VII, cierra las iglesias latinas de Constantinopla. La muerte de este último el 25 de mayo de 1085 fue recibida con alivio. La elección en marzo de 1088 al trono papal de Eudes de Châtillon bajo el nombre de Urbano II permitió una notable mejora en las relaciones diplomáticas. Con delicadeza con los normandos de Sicilia y Enrique IV, logra hábilmente aumentar su influencia política y espiritual. En 1095 su autoridad era considerable.
Urbano II desea reanudar el contacto con la cristiandad oriental y emprende negociaciones con Alejo, bajo el estrecho control de Roger I de Sicilia, que sucedió a su hermano Roberto Guiscardo, pero que pierde interés en la conquista del Imperio bizantino. Por su parte, el emperador se mostró ansioso por restablecer las buenas relaciones con el Papa59. En septiembre de 1089 Urbano II levanta oficialmente la excomunión contra Alejo Comneno, en presencia de sus embajadores. En ambos lados de la cristiandad, está surgiendo un deseo real de pacificación de las relaciones. El mismo mes se abre un sínodo en Constantinopla y encuentra, oportunamente, que el nombre del Papa fue omitido en los dípticos de la Iglesia no por alguna decisión canónica, sino probablemente por falta de atención. El Patriarca de Constantinopla Nicolás III Gramático escribió a Urbano II y le dio 18 meses para enviar una carta con el fin de reparar este "descuido". La reconciliación con el papado fue un éxito necesario para Alejo quien, por realismo, abandonó a religiosos griegos en Italia como Romano, el arzobispo de Rossano y el metropolitano de Trani preocupado por las invasiones del Papa en sus territorios y que apoyó al antipapa Clemente III. 
Incluso si Urbano II, poco ansioso por abordar cuestiones de teología con Constantinopla, no envió una carta, se restablecieron las buenas relaciones. En 1090, una embajada bizantina llevó un mensaje de amistad al Papa. Por supuesto, continúan las controversias teológicas, pero silenciadas.

### La Primera Cruzada
La Primera cruzada constituye el acontecimiento principal del reinado de Alejo I Comneno. Revela la ambivalencia de las relaciones entre los dos polos de la cristiandad. Si tienen objetivos y enemigos comunes, las diferencias de opinión, tanto teológicas como sobre los objetivos de la guerra, siguen siendo importantes. Al mismo tiempo, si Alejo incorpora el creciente poder de Occidente rodeándose de hombres de Europa Occidental y fomentando la llegada de mercenarios de estas regiones, es tan cauteloso con la expansión como conoce esta región del mundo, tanto militar como económicamente, con el surgimiento de las repúblicas italianas. En este sentido, el reinado de Alejo supuso un punto de inflexión en las relaciones entre Occidente y el Imperio bizantino.

#### Una situación paradójica
La situación de Alejo I a mediados de la década de 1090 es paradójica. El poder selyúcida parece estar menguando. El sultán Malik Shah I murió en noviembre de 1092, su desaparición resultó en una guerra de sucesión que dividió profundamente a los selyúcidas. El sucesor Malik Shah I, su hermano Tutush I, murió, a su vez, en 1095 dejando dos hijos, hermanos enemigos, reinando, uno sobre Alepo (Fakhr al-Mulk Radwan) y el otro sobre Damasco (Duqaq). Líderes turcos y kurdos se instalan en Irak y Siria. Kerbogha, atabeg de Mosul, conquista gradualmente el territorio de Ridwan. Los fatimíes se establecieron gradualmente en el sur de Palestina y se acercaron a Jerusalén, donde gobernaban los Artuquíes. Finalmente, un clan chiita, el Banu Ammar se establece en Trípoli. Para Alejo, existe, por tanto, una oportunidad real de recuperar un punto de apoyo en Anatolia y Siria, especialmente desde que ha restablecido el dominio bizantino sobre los Balcanes y la costa jónica. Pero el punto débil de los bizantinos sigue siendo el ejército, cuyo número, demasiado bajo, muestra poca experiencia, con la excepción de los mercenarios cuya fiabilidad a veces es cuestionable. Alejo, que debe mantener un número significativo en los Balcanes y en su frontera con el Danubio, debe, por lo tanto, reclutar personal adicional para pasar a la ofensiva contra los selyúcidas. Su política de acercamiento con el Papa es útil si le permite usar su influencia para reclutar nuevos reclutas. Sobre todo porque en el pasado los señores occidentales ya habían venido a luchar junto a los bizantinos. Así fue como se pidió a los plenipotenciarios bizantinos que hablaran durante el Concilio de Clermont reunido por Urbano II en marzo de 1095, poco antes de su partida hacia Francia y Clermont. No conocemos los detalles de sus discursos, pero parecen insistir en las penurias sufridas por los cristianos orientales y en la necesidad de alistarse bajo la bandera imperial para expulsar a los "infieles". Esta intervención marcó fuertemente a Urbano II, quien invitó a los cristianos que lo escuchaban a prestar juramento para ir a rescatar el Imperio de Constantinopla. Además, en un contexto general de declive del Islam en Europa (España, Sicilia), el Papa prevé un plan más amplio que el simple envío de mercenarios a Alejo I, ahora se piensa en una "guerra santa".

#### Llamada de Clermont
En el Concilio de Clermont, convocado para el 24 de noviembre de 1095, Urbano II invita a sus oyentes N 27a utilizar sus fuerzas para la defensa de sus hermanos orientales que son víctimas de los abusos que les infligen los musulmanes. Además, no es un proyecto nuevo. Gregorio VII había formulado uno similar en el momento de la derrota de Manzikert pero que había sido abandonado tras la deposición de Miguel VII Ducas. Cuando el Papa deja Clermont el 2 de diciembre, aún desconoce el éxito que tendrá su llamado en toda Europa y que ha desatado un movimiento cuyas consecuencias para la cristiandad y Constantinopla son incalculables.

#### Preparaciones para la llegada de los cruzados
En 1096, Alejo se encontraba en un período de calma sin precedentes en la compleja historia del Imperio Bizantino. Acaba de infligir una aplastante derrota a los Cumanos y, por lo tanto, estabilizó su frontera con el Danubio durante mucho tiempo. Sin embargo, la información que le llega desde Europa es preocupante. No se trata de pequeñas tropas, fácilmente incorporables a su ejército, que proceden de Occidente, sino verdaderos ejércitos capaces de actuar por cuenta propia. Según Ana Comneno, el emperador y la corte se enteraron de que "todo Occidente y todas las tribus bárbaras más allá del mar Adriático, se mudaban a Asia a través de Europa trayendo consigo familias enteras". Lo que Alejo parece temer es un ataque a su capital, cuyas riquezas pueden excitar los deseos de los occidentales. Además, parece claro que una primera expedición formada por bandas desorganizadas (la cruzada popular) precede a la cruzada señorial. La idea de un ataque a Constantinopla parece haber sido retenida por el séquito imperial que no olvidó los intentos, unos años antes, de Bohemundo de Tarento, quien él mismo participó en la cruzada.
Sin embargo, Alejo no pierde los estribos. Para evitar saqueos era necesario alimentar a los ejércitos cruzados, por lo que dispuso depósitos de provisiones en los grandes centros urbanos del Imperio. También organizó unidades para supervisar los movimientos de las tropas occidentales para evitar cualquier desborde. El gobernador de Dyrrachium, Juan Comneno, sobrino de Alejo, recibe la orden de recibir cordialmente a los líderes de la cruzada menor pero de controlar su desplazamiento. El almirante Nicolás Maurokatakalon es enviado al Adriático para informar de la llegada de los primeros barcos libres.

#### La Cruzada del Pueblo
Las primeras bandas de la cruzada popular, las "lideradas" por Gautier Sans-Avoir, llegaron al Imperio a finales de mayo de 1096 por la región de Belgrado y tras algunos incidentes, fueron severamente supervisadas hasta Constantinopla a donde llegaron en agosto. El 26 de junio los cruzados, también de la Cruzada Popular, encabezados por Pedro el Ermitaño, saquearon la ciudad de Belgrado. En julio, Nicetas, el gobernador de Alejo, que acababa de enviar refuerzos, masacró a parte de los cruzados frente a Niš. Finalmente, el resto del viaje transcurre sin problemas, pero las tropas de Alejo enmarcaron fuertemente a los cruzados. Astutamente, Alejo recibe a Pedro el Ermitaño y asegura el suministro de estas tropas rebeldes. Evidentemente, no hay ilusión sobre el valor militar de esta cruzada popular, sino que busca, para limitar el riesgo de saqueos, deshacerse de ellos lo antes posible. Llegada el 1 de agosto de 1096 a Constantinopla, la Cruzada del Pueblo fue transportada por la Flota Imperial a Asia el 6 de agosto. Fue aniquilada por los turcos el 21 de octubre, cerca de Nicea.

#### Cruzada de los Príncipes
Los grandes señores occidentales llegan en orden disperso algún tiempo después del fracaso de la Cruzada del Pueblo. La primera fuerza en llegar es la del hermano del rey francés Felipe I, el conde Hugo I de Vermandois. Llegó a principios de octubre de 1096 a Bari y se embarcó hacia Dyrrachium. Tomo la precaución de enviar una embajada a Juan Comneno, el gobernador de la ciudad, para ser recibido según su rango. Su llegada fue agitada ya que su barco se hundió, pero fue recibido con honor por los bizantinos, de acuerdo con las instrucciones dadas por Alejo. Este último recibe calurosamente a Hugo mientras limita su libertad de movimiento.
Godofredo de Bouillón preocupa más a Alejo porque su ejército es mucho más numeroso y rápidamente parece que la creación de un principado en el Este no desagradaría, si no a Godofredo al menos a su hermano menor Balduino de Boulogne. Godofredo y sus tropas pasan por Hungría. Alejo, mientras enviaba una escolta tanto para recibir a los cruzados como para vigilarlos, organizó un eficiente suministro de las tropas germánicas y de Lorena y la travesía de la península balcánica se llevó a cabo sin desorden hasta el 12 de diciembre de 1096. Ese día las tropas de Godofredo asolaron los alrededores de Selymbria durante ocho días sin conocerse las razones precisas. La llegada de Godofredo significó un gran problema militar para Alejo I. De hecho, debe garantizar la lealtad de los cruzados, pero también debe alejarlos rápidamente de su capital, que ya ha sufrido el paso de las bandas de Pedro el Ermitaño. Al principio, Godofredo rechaza la lealtad porque su señor supremo es el emperador de Alemania, lo que lleva a Alejo a cortar los suministros para presionarlo. Balduino, en consecuencia, saqueó los suburbios de la capital hasta que Alejo se retracto. Godofredo decide esperar a los otros jefes cruzados antes de tomar una decisión. En marzo de 1097 estallaron nuevos enfrentamientos y el Jueves Santo, 2 de abril, Godofredo intentó entrar en la ciudad pero fue rechazado por las tropas de Alejo. Esta derrota reveló su debilidad a Godofredo y prestó juramento unos días (5 de abril) más tarde mientras su ejército era transportado al lado asiático del Bósforo.
Para Alejo es el momento porque el 9 de abril de 1097, Bohemundo de Tarento llega a Constantinopla. Este último desea fundar un principado en el Levante porque en Sicilia sus ambiciones se ven frustradas por su tío Roger I de Sicilia. Su ejército es más pequeño que el de Godofredo, pero está bien equipado y tiene un mérito militar de primer orden. Alejo lo sabe perfectamente, ya que luchó contra los normandos al comienzo de su reinado. La travesía de Grecia de esta tropa va bien, Bohemundo mantiene una férrea disciplina. Para Alejo, Bohemundo es el cruzado más peligroso. Hombre de guerra mediocre, sin embargo, es un diplomático formidable y un político sabio. Se dio cuenta, mucho mejor que Godofredo y Balduino, de la recuperación bizantina y de que un enfrentamiento directo llevaría la cruzada al desastre. Considera preferible llegar a un entendimiento con Alejo (se encuentra con él solo) y sin dudarlo hace el juramento de fidelidad al Basileus el día de su llegada. Las tropas de Bohemundo fueron transportadas por la armada de Alejo a Asia el 26 de abril. Al día siguiente llega un nuevo ejército cruzado dirigido por el conde de Toulouse Raymond de Saint-Gilles.
El conde de Toulouse cree que es el único capaz de liderar la cruzada. Ya ha luchado contra los musulmanes (en la península ibérica), es el único que ha conocido a Urbano II y lo acompañaba el legado papal, Adhémar de Monteil, obispo de Puy. Raimundo ofrece a los ojos de Alejo un marcado contraste con los otros jefes cruzados. Más civilizado, más cortés, los bizantinos lo consideraban un hombre confiable y honesto. Esto no impide que las tropas de Alejo inflijan una aplastante derrota a las tropas de Raimundo que saquearon los Balcanes en abril de 1097. Raimundo se niega a prestar juramento al emperador y acepta solo un juramento modificado en el que se compromete a respetar la vida y el honor del basileus y a no atentar contra él. Alejo está satisfecho con este acuerdo. Las relaciones entre Raimundo de Saint-Gilles y Alejo se calientan rápidamente porque el emperador comprende que tiene, con el conde de Toulouse, un aliado contra Bohemundo incluso dentro de la Cruzada.
Poco después, llegó el último ejército cruzado, liderado por el duque de Normandía, Roberto II, Esteban II de Blois y el conde de Flandes, Roberto II, sin ningún contratiempo. El juramento al emperador fue tomado sin ninguna resistencia por los líderes de esta última expedición.
Finalmente, la gestión de Alejo de esta llegada masiva de señores occidentales (entre 60.000 y 100.000 hombres, cifras considerables para la época) demostró ser particularmente hábil. Entre 1096 y la primavera de 1097 logró acomodar todas las fuerzas cruzadas, suplirlas sin que los inevitables desbordes y merodeos se volvieran desproporcionados. Además, con la notable excepción de Raimundo de Saint-Gilles con quien hizo un arreglo especial, el emperador obtuvo un juramento de lealtad de los líderes de la cruzada. Sin embargo, la fuerza de estos juramentos aún no se ha demostrado, en particular debido a su imprecisión. Los jefes cruzados deben entregar al emperador todas las tierras que pertenecieron al imperio que lograrán conquistar. Sin embargo, la definición de territorios anteriormente bizantinos no está clara. También pueden ser los territorios en poder del Imperio hasta la invasión turca de Anatolia en los años 1070 y 1080 (que incluye en particular Antioquía y su región), pero también territorios como Jerusalén y toda Palestina, perdidos por Constantinopla bajo Heraclio y que Alejo no tenía la menor intención de recuperar. Sea como fuere, es probable que estos compromisos frustren a ciertos cruzados que desean forjar feudos en Tierra Santa.

#### La reconquista de Asia Menor

##### Captura de Nicea
Más que la captura de Jerusalén, el objetivo de Alejo I es la reconquista de Asia Menor a los selyúcidas. Por tanto, el objetivo principal es la captura de Nicea, la capital selyúcida. El soberano turco Kilij Arslan I acaba de cometer el error, después de haber aplastado la cruzada popular, de ir a la guerra contra otros príncipes musulmanes para controlar Melitene.
El ejército de los cruzados se reunió en Pélékan, de donde partió el 26 de abril de 1097 hacia Nicomedia. Atraviesa el desfiladero donde fue masacrada la cruzada popular. Godofredo de Bouillon, aconsejado por Alejo, avanza con cautela y no llega a Nicea hasta el 6 de mayo de 1097. El 13 de mayo llegaron Bohemundo y sus normandos, luego el 16 de mayo Raimundo de Saint-Gilles y el 3 de junio los soldados del duque de Normandía. El propio Alejo desembarco en Pélékan para mantener tanto el contacto con su capital (si las cosas salían mal) como para poder, en caso de victoria, poner Nicea bajo control bizantino. El 21 de junio llega Kilij Arslan I con su ejército, pero no puede forzar el dispositivo cruzado. Rápidamente se dio cuenta de que en campo abierto sus tropas no eran rival para los cruzados y se retiró a las montañas, abandonando la ciudad a su suerte.
Sin embargo, los cruzados advierten que la ciudad está bien protegida y que el asedio corre el riesgo de prolongarse aún más ya que el bloqueo es incompleto y la ciudad está siendo abastecida por el lago Askanios. Los cruzados solicitan entonces la intervención de Alejo. Probablemente esté esperando este momento para demostrar que su cooperación es fundamental. Envía tropas terrestres lideradas por los generales Tatikios y Tzitas, y proporciona una flotilla para bloquear el lago, liderada por Manuel Butumites. La guarnición comprendió entonces que la situación era desesperada y entabló negociaciones con el emperador, a través de Butumites. En la mañana del 19 de junio, los cruzados se sorprendieron al ver el estandarte imperial ondeando sobre la ciudad. Alejo recupera así hábilmente Nicea sin que la ciudad sufra las brutales consecuencias de un saqueo, sobre todo porque la mayoría de los habitantes son cristianos. Si los líderes cruzados están satisfechos con la situación, este no es el caso con las tropas frustradas con el saqueo. Alejo anticipa cualquier movimiento de ira distribuyendo parte del tesoro de Kılıj Arslan I. Alejo aprovechó entonces para pedir la lealtad de los señores de segundo rango, que obtuvo, así como la de Tancredo de Hauteville. Este último acepta tras una violenta algarada con su tío Bohemundo.
El generoso trato de Alejo a los prisioneros turcos sorprende y escandaliza mucho a los cruzados. El basileus autoriza a los oficiales y funcionarios a redimir su libertad y recibe a la familia de Kılıj Arslan en Constantinopla con honores reales antes de devolverlos al sultán.

##### Batalla de Dorilea
El 26 de junio, una semana después de la caída de Nicea, la cruzada reanudó su camino. Alejo toma la precaución de agregar un contingente bizantino liderado por Tatikios. Kılıj Arslan se alió con sus adversarios Danisméndidas e intentó una emboscada cerca de Dorilea el 1 de julio de 1097 en la vanguardia cruzada dirigida por Bohemundo. La llegada del resto del ejército durante el día transforma la batalla en una derrota para los selyúcidas que abandonan su campamentot.
Tatikios luego aconseja tomar la carretera menos peligrosa del sur de Anatolia. Sin embargo, las relaciones entre los bizantinos, que reprochaban a los cruzados su indisciplina e ingratitud, y los "francos", que temían una traición de los bizantinos, siguieron siendo tensas.
Alejo aprovechó la victoria de Dorilea y la marcha de la cruzada hacia Antioquía para consolidar la presencia bizantina en el oeste de Asia Menor. Observó, no sin temor, que la derrota acababa de reconciliar a los selyúcidas y los danisméndidas, creando de hecho un poder considerable. Confiando en su armada, envió al César Juan Ducas, su cuñado, a reconquistar Jonia y Frigia. En una simple demostración de fuerza se apodera del Emirato de Esmirna donde el hijo de Tzacas se rinde con la condición de que se le salve la vida. El almirante bizantino Kaspax vuelve a ocupar todas las islas del Emirato del Mar Egeo, mientras que Juan Ducas se apodera de las grandes ciudades lidias (Sardes, Filadelfia, Laodicea). A finales de 1097, el control bizantino sobre Lidia era total y Juan Ducas se estaba preparando para entrar en Frigia para restablecer el control del Imperio en la ruta del sur (hacia Attalia) y luego hasta los principados armenios de los montes Tauro, es decir, para hacerse con el camino a Antioquía.

#### Antioquía
Los cruzados llegan frente a Antioquía el 21 de octubre de 1097. Bohemundo, impresionado por el tamaño y el poder de los muros, decide convertirlo en su bastión. Tomando el ejemplo de Alejo en Nicea, decide que la ciudad debe rendirse a él solo para que sus afirmaciones sean difíciles de desafiar. Pero el asedio dura mucho tiempo y comienza la hambruna. La retirada hacia Chipre de Tatikios (febrero de 1098), representante de Alejo, salida que justifica anunciando que debe regresar al territorio imperial para organizar un mejor abastecimiento, es inmediatamente explotada por Bohemundo. Dado que el representante del emperador deja el ejército, la cruzada se considera liberada de cualquier obligación hacia Alejo. Lo que en lenguaje sencillo significa que la ciudad de Antioquía no debería serle entregada. La llegada el 4 de marzo de 1098 del material de asedio enviado por Alejo no cambia la mentalidad de los occidentales. Finalmente, Bohemundo logra que la ciudad sea liberada por traición el 3 de junio de 1098. Pero el 7 de junio un ejército musulmán dirigido por Kerbogha a su vez asedia a los cruzados en Antioquía.
La única posibilidad de salvación para los cruzados es, por tanto, la llegada del emperador Alejo. Éste, tras la reconquista del sur de Asia Menor por Juan Ducas (finales de 1097-principios de 1098), toma la cabeza de su ejército y avanza hacia Antioquía. En el camino, se encuentra en Philomélion cerca de Attaleia, a Esteban II de Blois, uno de los líderes cruzados que huyó del sitio de Antioquía el 2 de junio poco antes de la toma de la ciudad, y que le dice que los selyúcidas ciertamente aniquilaron la cruzada. Alejo no tiene motivos para dudar de la historia de Esteban II de Blois y continuar su ofensiva le parece peligroso frente a los selyúcidas a quienes imagina intoxicados por la victoria. Además, se entera de que los selyúcidas están concentrando tropas en la región del Alto Éufrates. El riesgo de ser atrapado en un movimiento de pinza por dos ejércitos selyúcidas le parecía importante. Alejo reúne a sus oficiales y su consejo y anuncia que se retira y está satisfecho con las importantes ganancias territoriales obtenidas hasta entonces. Un medio hermano de Bohemundo, al servicio del emperador durante años, Guy, le pide a Alejo que continúe, convencido de que todavía hay tiempo para salvar la cruzada pero Alejo permanece intratable y el ejército bizantino vuelve al norte.
Esta decisión tiene, para el resto de las Cruzadas, un impacto considerable. A corto plazo arregla las ambiciones de Bohemundo que lo aprovecha para reclamar con más fuerza la posesión de Antioquía. A largo plazo, esta decisión de Alejo refuerza la desconfianza de los cruzados hacia los bizantinos ortodoxos. La victoria de los cruzados sobre Kerbogha el 28 de junio plantea inmediatamente el problema de la devolución de la ciudad. Pero la noticia de la retirada de Alejo pronto llegó a los cruzados, especialmente porque Alejo tardó en responder a las embajadas enviadas. A sus ojos, esto equivale a un soberano que no cumple con sus obligaciones de brindar asistencia. Habían esperado que una vez que llegaran a Antioquía, el Emperador los apoyaría en su conquista del resto de Tierra Santa. La opinión que prevalece entonces entre los cruzados es que el emperador es despojado de sus derechos sobre la ciudad y que ellos mismos son liberados de su juramento hacia Alejo.
Alejo envía en vano en marzo de 1099 una embajada para exigir la restitución de la ciudad. Ofreció personarse para participar en la reconquista de Jerusalén, pero los cruzados se negaron (con la notable excepción de Raimundo de Saint-Gilles). El conde de Toulouse es el único jefe cruzado que mantiene buenas relaciones y relaciones privilegiadas con Alejo. Regresó así a los bizantinos la ciudad de Laodicea (febrero de 1099) de la que había sido protector desde el verano de 1098. Alejo trató de recuperar el control de los puertos de Cilicia y el norte de Siria. Para ello envía tropas desde Chipre. Una flota de Pisa saqueó las islas Jónicas en 1099 y luego intentó apoderarse de Laodicea con la ayuda de Bohemundo. Raimundo de Saint-Gilles regresó rápidamente de Jerusalén y obligó a Bohemundo a levantar el sitio.

##### El fracaso de Raimundo de Saint-Gilles
Por tanto, a principios del año 1100, dos señores occidentales compartían el norte de Siria: Bohemundo en Antioquía y Raimundod de Saint-Gilles, que controlaba Laodicea “en nombre del emperador”. Es cierto que Alejo cuenta con Raimundo para recuperar Antioquía de Bohemundo. Surge una oportunidad con la llegada a Constantinopla de una nueva cruzada. Raimundo se rindió apresuradamente (junio de 1100) en Constantinopla donde fue investido con el mando de los cruzados. Hace un segundo juramento a Alejo, pero un juramento diferente al de 1097. Ya no se trata de devolver al Imperio las antiguas tierras bizantinas reconquistadas (a excepción de Antioquía) sino de constituir un estado independiente, liderado por Raimundo, bajo soberanía bizantina. Esta nueva cruzada, compuesta en su mayor parte por lombardos, normandos y francos (allí encontramos a Esteban II de Blois) toma prestada, contra el consejo de Alejo, el camino hacia el noreste de Anatolia. Parece que el objetivo desplegado por algunos de sus líderes es la liberación de Bohemundo, hecho prisionero poco tiempo antes por los selyúcidas (agosto de 1100) y los Danisméndidas y retenido en Capadocia, en Sivas. Los cruzados son derrotados por los diversos emires turcos de la región. Raimudno de Saint-Gilles y Esteban II de Blois, sin embargo, lograron huir y llegar a la capital del Imperio (septiembre de 1101). Al principio, Alejo se pone furioso con Raimundo, quien huyó en medio de una batalla, pero rápidamente se reconcilia con él. El conde de Toulouse permaneció en Constantinopla durante algún tiempo antes de regresar a Siria.
En efecto, el sobrino de Bohemundo, Tancredo de Hauteville, toma Laodicea de manos de los bizantinos (1102) y toma algunas ciudades de Cilicia. Raimundo de Saint-Gilles intentó en vano apoderarse de la ciudad nuevamente, luego firmó un tratado con Tancredo de Hauteville que reconocía la posesión de Antioquía y Laodicea a los normandos. El conde de Toulouse se apodera de Tortosa antes de descender más al sur para sitiar Trípoli que desea convertir en su capital. Sin embargo, su fracaso, así como el de Alejo, contra Bohemundo y Tancredo es evidente. Antioquía permanece controlada por los normandos y Raimundo ya no puede disputar el norte de Siria con su competidor. Alejo, sin embargo, disocia sus malas relaciones con Bohemoundo de sus relaciones con los otros cruzados. Así obtiene, contra rescate, la liberación de los francos que habían sido hechos prisioneros en la batalla de Ramla en mayo de 1102.

##### El Tratado de Déabolis
Alejo, sin embargo, intentó una nueva intervención en 1103. Laodicea es tomada por una fuerza expedicionaria bizantina mientras las ciudades de Cilicia se rebelan contra los normandos. Bohemundo (liberado por los selyúcidas en mayo de 1103) y Tancredo no tenía la mano de obra necesaria para ocupar el principado y Alejo tenía el control del mar. Bohemundo decidió entonces partir hacia Italia (enero de 1105) donde levantó un ejército de normandos. Luego va a Francia y busca establecer una cruzada contra Alejo. Afirma que el emperador traicionó a los cruzados en Antioquía, así como la cruzada de 1101. Estas mentiras encuentran un amplio eco en Occidente. Las cartas diplomáticas de Alejo, encontradas en 1099 en el equipaje del sultán fatimí de Egipto, con quien mantiene excelentes relaciones, tras la batalla de Ascalon prueban a los ojos de los cruzados la connivencia entre Alejo y los príncipes musulmanes. Es por eso que los cautivos de Ramla, liberados por Alejo, son colmados de regalos por el basileus antes de ser enviados de regreso a Europa para refutar las calumnias de Bohemundo.
Este último recibe la bendición del Papa Pascual II para una cruzada contra Constantinopla. Bohemundo de Tarento se casa con Constanza de Francia, la hija del rey franco Felipe I y obtiene la mano de Cecilia de Francia, otra hija de Felipe I, para Tancredo de Hauteville que permaneció en Antioquía. El 9 de octubre de 1107 Bohemundo desembarco en Avlóna en Epiro con un gran ejército y luego, el 13, puso sitio a Dyrrachium. La expedición se convirtió rápidamente en un desastre 110. Alejo, apoyándose en la alianza con Venecia, logra cortar las comunicaciones de su oponente con Italia. Luego bloqueó los pasos de montaña y aisló al ejército de Bohemundo de cualquier suministro. El hambre amenaza rápidamente a las tropas normandas. Entonces Alejo aprovechó la oportunidad para comprar muchos barones normandos a quienes repartió honores y generosidad. A partir de septiembre de 1108 se abrieron negociaciones y tuvo lugar un encuentro directo entre Alejo y Bohemundo.
El tratado de Deabolis (septiembre de 1108) específica que Bohemundo se reconoce a sí mismo como el señor del basileus de Antioquía. Bohemundo solo puede establecer nuevas alianzas con el acuerdo del Emperador. Bohemundo promete su apoyo militar contra cualquier enemigo de Alejo en Europa y Asia. También promete tratar a Tancredo como un enemigo si rechaza el tratado. Bohemundo recibe a cambio una fortaleza formada por Antioquía y el puerto de Saint-Syméon. Es un feudo en vida que debe regresar a Alejo tras la muerte de Bohemundo. Este último, por lo tanto, según las cláusulas de este tratado, está inspirado directamente en las prácticas occidentales y no bizantinas, tanto del lugarteniente del emperador como de su vasallo. La costa de Cilicia vuelve al Imperio. En teoría, al concluir este tratado, el Imperio recupera la soberanía sobre todo el norte de Siria y sobre todos los Estados cruzados con la excepción del Reino de Jerusalén. Entre los firmantes del tratado se encuentran los representantes del Rey de Hungría, Coloman, suegro del hijo de Alejo, Juan II Comneno así como muchos consejeros de Alejo, todos occidentales como los marinos Napolitanos (originario de Nápoles), Pierre d 'Alipha y Roger el Franco. Este fenómeno atestigua la occidentalización de la corte de Alejo, donde viven y trabajan para el emperador lombardos e italianos del sur, así como muchos normandos, incluida la familia de Bohemundo.

##### Último fracaso en Siria
Por el Tratado de Deabolis, Alejo esperaba haber puesto fin a la cuestión de Antioquía, por la sumisión de Bohemundo, sobre todo porque considera que ha mostrado moderación. Pero Tancredo de Hauteville, que en realidad había gobernado la ciudad durante casi diez años en nombre de su tío, no lo entendía así. Su objetivo no era, como Bohemundo, apoderarse del trono bizantino, sino imponer el dominio normando en el norte de Siria. La marcha de Bohemundo a Europa, tras la firma del Tratado, le deja las manos libres porque no lo ha ratificado. Así, en 1108, se hizo cargo, con la ayuda de un escuadrón pisano, de la ciudad de Laodicea (1109) de las ciudades de Cilicia, en particular Mopsuestia, ayudado es cierto por la incapacidad del general en jefe del ejército de Oriente, el armenio Aspiétès. Alejo envía una embajada y propone una negociación, en vano.
A finales de 1108 el balance de la intervención cruzada es, para el Imperio, bastante positivo. Gracias a la acción de los ejércitos occidentales, Alejo pudo hacer retroceder a los selyúcidas y retomar Asia Menor Occidental (Nicea y Esmirna en particular), pero el norte de Siria sigue siendo independiente y cualquier idea de soberanía bizantina sobre los Estados latinos del Este permanece quimérico. Alejo se muestra incapaz de ayudar a Beltrán de Tolosa, hijo de Raimundo de Saint-Gilles, contra los objetivos de Tancredo de Hauteville y Guillermo II de Cerdaña.Fue el rey de Jerusalén Balduino I de Jerusalén quien en Trípoli, después de la toma de la ciudad, en 1109, convocó un concilio que resolvió la cuestión de la división de las tierras cruzadas. Por tanto, es el Rey de Jerusalén quien tiene el papel de soberano y árbitro sobre todos los Estados latinos del Este y no el basileus.
Alejo no se desanima, sin embargo, pero tiene poco margen de maniobra. Intenta forjar alianzas contra Tancredo, incluso con líderes musulmanes. Contempló una expedición militar alrededor de 1111, pero su consejo lo disuadió de hacerlo. Luego trató de aislar al normando mediante una intensa actividad diplomática. En el otoño de 1111, una embajada dirigida por Manuel Butumites fue enviada a Beltrán de Toulouse, con grandes sumas de dinero. El objetivo era persuadir a los otros líderes cruzados de la validez de un ataque a Tancredo. Pero el conde de Toulouse se convirtió en vasallo del rey de Jerusalén Balduino I y este, aunque dispuesto a mantener relaciones cordiales con Constantinopla, no quiere una restauración de la autoridad imperial en Antioquía, cerca de su reino. La embajada llegó a Constantinopla (verano de 1112) sin haber obtenido nada. Este fracaso explica sin duda la intensa actividad diplomática de Alejo con las repúblicas italianas para encontrar nuevos aliados y sobre todo para evitar una nueva cruzada como la que había montado Bohemundo en 1107-1108. De cualquier manera, Warren Treadgold cree que Alejo se equivocó al gastar tanta energía en recapturar Antioquía, en detrimento de gran parte de su relación con los cruzados como el fortalecimiento de la posición bizantina en Anatolia contra los selyúcidas.

### El uso de las repúblicas italianas y el papado
Las relaciones entre Pisa y el Imperio durante este período fueron conflictivas. Desde 1099, la ciudad italiana, así como la de Génova, saquearon regularmente las costas del Imperio y, al menos dos veces, los pisanos apoyaron a los normandos durante los asedios de Laodicea (1099 y 1108). Esta es la razón por la que Alejo busca un acuerdo diplomático e iniciar negociaciones hacia 1109- 1110.
En octubre de 1111, Alejo publicó una bula de oro que otorgó a los pisanos privilegios comerciales y una posición que solo fue superada por Venecia. La Serenissima República sigue siendo un aliado del Basileus, pero este último busca visiblemente a través de este acuerdo reequilibrar sus relaciones con las repúblicas italianas. Constantinopla se compromete a no obstaculizar la marcha de los peregrinos que van a Tierra Santa en barcos pisanos mientras la ciudad reconoce la soberanía de Alejo "de Dalmacia a Alejandría” y hace un juramento de fidelidad que convierte al municipio en vasallo del Imperio. Es un gran éxito para Alejo porque para Venecia el mensaje es claro, Dalmacia es una parte integral del Imperio (autoridad completamente virtual en ese momento). Entender a Alejandría en el acuerdo es ciertamente una ficción (la ciudad pertenece al mundo musulmán) pero ilustra el deseo del Basileus de no renunciar a sus reclamos sobre Siria, Palestina y Egipto. Para Pisa, el acuerdo es sobre todo económico, pero las relaciones con el rey Balduino I de Jerusalén han sido frías desde el conflicto entre este último y el patriarca Dagoberto de Pisa, factor probable en el acercamiento con Constantinopla.
Es plausible que esta alianza entre Pisa y Constantinopla no fuera bien recibida por Venecia. Sin embargo, en 1112 una embajada veneciana, dirigida por el mismo Patriarca de Venecia, fue recibida en Constantinopla para persuadir al basileus de que dejara que la República Serena extendiera su dominio sobre Dalmacia. Aunque Alejo también reclamaba esta región, no podía permitirse el lujo de enojar a su poderoso aliado y llegó a un acuerdo en principio dejando abierta la cuestión de la soberanía final sobre esta provincia.
Al mismo tiempo, Alejo negocia con el Papa Pascual II. Espera reconciliar a este último con los barones del sur de Italia en sus proyectos contra Tancredo y Antioquía. Pero la condición puesta por el Papa, el reconocimiento por parte de Constantinopla del primado papal, es excesiva, y Alejo lo sabe bien, a los ojos del clero bizantino y del pueblo del Imperio. Una nueva embajada fue enviada a Pascual II en 1117, sin conocer su contenido exacto ni sus resultados, pero es probable que esto todavía se refiera a los reclamos de Alejo sobre los Estados cruzados y la cuestión de la unión de las Iglesias.

### Últimos años
En 1113, parece que Alejo, a pesar del fracaso de su embajada ante el rey de Jerusalén y el Papa, pero con la neutralidad de las repúblicas italianas de Pisa y Venecia, quiso intentar una acción contra Antioquía. Sin embargo, debe volverse nuevamente contra los selyúcidas. De hecho, el período posterior a la Primera Cruzada permite a Alejo consolidar sus posiciones en Asia Menor Occidental, así como en sus costas norte y sur. Sin embargo, la esperanza de una reconquista de Anatolia central parece improbable y Alejo se dedica sobre todo a reforzar las nuevas fronteras 121. Constantemente se enfrenta a infiltraciones de selyúcidas, a menudo nómadas con rebaños de ovejas y cabras, cuya presencia está destruyendo gradualmente la agricultura sedentaria de estas regiones. En 1115, Alejo logra una victoria contra Melikshah sultán del Sultanato de Rum en Philomélion pero que permanece sin futuro. Los selyúcidas recuperan rápidamente Laodicea de Frigia (Denizli (ciudad)) y entran en el valle del meandro. Así cortaron el camino a Atallia. Alejo se estaba preparando para una nueva expedición militar cuando fue afectado por una enfermedad (en 1118).
Sin embargo, no renunció a Antioquía, sino que probó un nuevo enfoque. Una embajada es enviada a la capital del principado para negociar un matrimonio entre su nieto y la heredera de Antioquía. El intento fracasa pero es una señal de que Alejo acepta la realidad de los hechos y la presencia permanente de los cruzados en Antioquía y en el norte de Siria.
En los Balcanes, la situación sigue siendo inestable. Las infiltraciones de los Cumanos requirieron una intervención personal de Alejo en la región de Filipópolis en 1114.

#### Luchas alrededor de un moribundo
Alejo I Comneno padece gota desde hace muchos años, pero los primeros síntomas de la enfermedad que prevalecerá aparecen en 1112. De hecho, se está preparando para ir a Dyrrachium para encontrarse con emisarios normandos (de Puglia) cuando cae repentinamente enfermo. La gravedad de su estado hizo temer por su muerte a los habitantes de Constantinopla y el emperador apenas recuperado debe mostrarse a horcajadas sobre el ágora. A partir de este momento la lucha por la sucesión parece abierta. Según Zonaras Alejo “habría dado” seguridades a su esposa Irene con miras a una posible regencia en nombre de su hijo. Ningún acto oficial tras la rápida recuperación de Alejo lo confirma, pero es cierto que Irene parece jugar un papel más importante y que acompaña a su marido en varios viajes. En 1115 Nicéforo Brienio, yerno de Alejo (el marido de Ana Comneno) se hizo cargo del gobierno con el apoyo de Irene mientras Alejo libraba la guerra contra los selyúcidas. Allá por 1116 después de la que fue su última campaña intenta desheredar a su hijo Juan en beneficio de su yerno. Juan intenta crear una red y recibe el apoyo de su hermano, llamado Isaac, y su amigo de la infancia, de origen turco, Juan Axouch. Sin embargo, tiene una ventaja considerable porque fue coronado durante la vida de su padre en 1092 y este último hasta el final no cuestiona esta elección. 
A principios del año 1118 Alejo volvió a enfermar. Su médico, Nicolás Kalliklès, se mostraba preocupado por el dolor persistente del emperador en el hombro. Durante el verano, el emperador se quejó de que no podía respirar. Lo más probable es que se trate de una angina de pecho. La asfixia probablemente se deba a un edema agudo de pulmón indicativo de insuficiencia cardíaca grave. La alerta de 1112 fue probablemente un primer ataque cardíaco. En agosto, su condición empeoró y Alejo no pudo tragar nada más que papilla. Sin embargo, permaneció consciente hasta el 15 de agosto antes de morir la noche del 15 al 16 rodeado de su esposa y sus tres hijas.
Mientras su padre está al borde de la muerte, Ana Comneno intenta, con la ayuda de su madre, hacer que su padre desheredara a Juan en beneficio de su marido. No obstante, Alejo no reconsidera su elección de 1092 y confirma a Juan dándole el anillo imperial poco antes de morir. El intento también falla en gran medida debido a la pusilanimidad de Nicéforo. De hecho, aunque Alejo aún no ha muerto, Juan, con la ayuda de su hermano Alejo, es proclamado emperador por la multitud de sus partidarios mientras la guardia del palacio y Nicéforo Brienio dudan. Esta vacilación favorece a Juan II que consolida su posición al nombrar a sus familiares y sus principales partidarios en los puestos clave. El papel principal se confía a un amigo de la infancia de origen turco, Juan Axouch, que se convierte en un Gran doméstico y comandante. Unos días después, Ana trama un nuevo complot contra su hermano que descansa en su residencia en Philopation, pero Nicéforo Brienio le advierte a tiempo que tiene pocas ganas de convertirse en emperador.
Según Nicetas Coniata, fue Juan Axouch quien consiguió reconciliar al emperador con su hermana Ana, quien, junto con su marido, se consoló de la pérdida de sus ambiciones con las alegrías más tranquilas de la profesión de historiador. En general, Juan II Comneno es indulgente con los que se le oponen, una vez que se ha establecido su trono.

## Política religiosa
Alejo, como muchos de sus predecesores, mantuvo tensas relaciones con la Iglesia Ortodoxa, especialmente al principio de su reinado. Sin embargo, es un emperador profundamente creyente que quiere ser el campeón de la ortodoxia religiosa. Disfruta de las discusiones teológicas y no duda en discutir y discutir durante horas con cualquier persona que la Iglesia Ortodoxa considere hereje, incluidos los musulmanes. No vaciló en 1114 en Filipópolis, mientras luchaba contra una invasión de los cumanos, para charlar durante largas horas con los paulicianos, muchos en esta región. Según Ana Comneno, lideró una lucha apostólica que le valió el sobrenombre de “decimotercer apóstol”, título que solo Constantino I había obtenido antes que él.
El reinado de Alejo corresponde a un período en el que los excesos heréticos llegaron a un punto que parecía culminar a los ojos de la Iglesia pero también del emperador. El número de juicios por herejía ha alcanzado un nivel desconocido desde hace mucho tiempo. Por tanto, es necesario que Alejo de brillo a la Iglesia en un campo al que tradicionalmente se dedica, la teología, y sea quien se dedique a la salvación de su pueblo estando presente en los frentes misionero y represivo. Un testimonio importante de esta acción es la Panoplia Dogmática de Eutimo Zigabène, obra encargada por el propio Alejo y que recopila todas las herejías conocidas en ese momento.

### Relaciones con los Patriarcas
Las relaciones entre la jerarquía ortodoxa y el nuevo emperador empezaron mal. Apenas en el poder, Alejo, con el apoyo de su madre, piensa en divorciarse de Irene Ducas, sin duda a favor de María de Alania. El patriarca Cosme I se niega y presiona para que Irene sea coronada con su marido. Ana Dalaseno, la madre de Alejo no lo perdona y obtiene su despido y su reemplazo por Eustaquio Garidas.
Sin embargo, una crisis mucho más grave estalló solo unos meses después de su ascenso al trono. Para encontrar los recursos necesarios para enfrentarse a los normandos de Roberto Guiscardo (finales de 1081), Alejo hace un llamamiento urgente a su madre y a su hermano Isaac que gobierna Constantinopla en su ausencia. Isaac reúne a un sínodo, explica la urgencia de la situación y refiriéndose a una ley que se remonta a Justiniano ordena la incautación de determinados bienes eclesiásticos. Isaac encuentra una débil oposición e incluso recibe el beneplácito del nuevo patriarca. Los primeros fracasos militares y la visión de los trabajadores arrebatando oro y plata de las puertas de las iglesias aumentaron la hostilidad hacia estas medidas. Un obispo, León de Calcedonia, lidera la protesta. Para desarmar el movimiento Alejo promulga una bula de oro (agosto de 1082) en la que promete no volver a tocar los tesoros de la Iglesia. Luego reúne una asamblea formada por senadores y los principales dignatarios religiosos (invierno 1083/1084) y da cuenta precisa de las muestras tomadas. También ordenó la compensación de ciertos monasterios e iglesias que habían sido más despojadas, por ejemplo la Iglesia de Cristo Antiphonetes.
Esto no impide que León de Calcedonia continúe con su campaña, dirigida especialmente al patriarca, favorito de Ana Dalaseno. Acusa a este último de pertenecer a la secta del Mesalianismo lo que obliga a Alejo a nombrar una comisión de investigación. Eustaquio Garidas es absuelto pero prefiere abdicar en 1084. Un nuevo patriarca, Nicolás III Gramático es elegido entonces y permanece al frente del patriarcado hasta 1111. Con este último el acuerdo parece total, al menos los primeros años, y Alejo puede extender su intervencionismo en los asuntos de la Iglesia a un nivel rara vez logrado bajo sus predecesores. Es así como Alejo interviene en una disputa que enfrenta al clero de la capital contra los cada vez más numerosos metropolitanos y obispos orientales en Constantinopla debido al avance turco en Asia Menor. Por tanto, el sínodo se divide entre estos dos grupos. En 1094, tras un nombramiento disputado, el patriarca que no pudo llegar a un acuerdo con los miembros del sínodo transmitió el asunto al emperador. Alejo decide y secunda la nominación. El Metropolitano de Ancyra, Nicetas protesta y afirma (basado en De fide orthodoxa de Juan Damasceno) que “no era asunto de los emperadores legislar para la Iglesia”. La respuesta de Alejo es mordaz "quien se oponga al decreto imperial debe ser castigado por sacrilegio". En adelante, el basileus se concede a sí mismo el poder de intervenir y tener la última palabra en caso de una elección impugnada. Para Alejo, este regreso del cesaropapismo es una venganza de la época en que el patriarca Miguel I Cerulario intentó deshacerse de su tío Isaac I.

### El juicio del humanista Juan Ítalo
El juicio de Juan Ítalo se lleva a cabo desde el comienzo del reinado de Alejo (marzo-abril de 1082). Destaca el hecho de que la sociedad bizantina estaba experimentando una efervescencia intelectual en ese momento: parecía dispuesta a pasar al movimiento de redescubrimiento de la Antigüedad y de aproximación al pensamiento racional que caracterizó a Occidente a finales del siglo XIII. La toma de posesión de Alejo es tan firme que aniquila este movimiento que el bizantinista británico Robert Browning ha calificado como el desarrollo de la "ilustración". La historiadora Élisabeth Malamut utiliza la expresión "Renacimiento abortado".
Juan IÍtalo es un filósofo de origen normando y probablemente nacido en Italia. Comenzó brillantes estudios en Constantinopla y se acercó a Miguel Psellos, a quien sucedió como "cónsul de filósofos" bajo el reinado de Miguel VII Ducas. Si el reinado de este último es particularmente calamitoso a nivel político, la corte del soberano está en gran parte abierta a intelectuales y controversias filosóficas y religiosas. Sin embargo, ya en este momento Ítalo estaba en dificultades por las tesis que profesaba y los rumores de herejía sobre él eran persistentes. Sus teorías son recogidas por el emperador en nueve proposiciones (sin mencionar al autor) y sometidas al sínodo que las considera contrarias a los dogmas fundamentales de la Iglesia.
La llegada al poder de Alejo en 1081 hizo que el filósofo perdiera la protección imperial. Juan Ítalo pide al nuevo patriarca, Eustaquio Garidas, que investigue su ortodoxia. Se reúne un nuevo sínodo. Isaac Comneno, el hermano del basileus, juega un papel importante en él. La brillante defensa de Ítalo parece ganarse el apoyo del patriarca, pero la intervención de una multitud hostil al filósofo obligó a Garidas a entregar el asunto al emperador. Por eso Alejo presidió en marzo de 1082 un tribunal que acusa a Ítalo y sus discípulos de arrianismo y el modalismo. Las proposiciones son anatemas y, aunque estas acusaciones son refutadas por Ítalo, él y sus seguidores tienen prohibido enseñar y participar en cualquier debate teológico. La introducción de una memoria que contiene nueve proposiciones paganas atribuidas a Ítalo, así como una décima que lo acusa de iconoclastia refuerza la acusación tanto como Ítalo mantiene las nueve primeras. Luego se convoca un sínodo para hacer cumplir las decisiones tomadas e Ítalo, sobre quien las presiones son enormes, debe hacer anatema el 13 de marzo de 1082 (domingo de la ortodoxia que conmemora la victoria sobre la iconoclasia) sobre sus propuestas. Luego fue exiliado definitivamente.
Lo que finalmente se reprocha a Ítalo es haber querido integrar el pensamiento filosófico de la Antigüedad (Aristóteles en particular) en su enseñanza y en sus reflexiones teológicas. La corriente intelectual encarnada en el siglo XI por Miguel Psellos, Nicétas Byzantios, Juan Mavropous, Juan Xifilino y, en menor medida por Ítalo, y que se caracteriza por un redescubrimiento de las obras de la Antigüedad se beneficia del impulso dado por el Emperador Constantino IX (1042-1055) y la aristocracia civil que controlaba el poder en ese momento en una fase de relativa paz y prosperidad (la dinastía Ducas es la representante más emblemática). Muchos clérigos, especialmente el clero de Hagia Sophia, están en estrecho contacto con Ítalo. Las vacilaciones del patriarca al inicio del juicio son reveladoras. La llegada de Alejo al poder revierte la situación. Es el representante de esta aristocracia militar asiática, que favorece la acción y defiende valores más realistas, adaptados a las dificultades de la época. En el ámbito religioso, Alejo es el defensor de una estricta ortodoxia. Cristiano sincero, también fue influenciado por su madre, Ana Dalaseno, una mujer devota y constantemente rodeada de monjes, generalmente hostiles a la corriente intelectual encarnada por Ítalo, así como a los clérigos de Hagia Sophia. La profecía de uno de ellos, Cirilo el Fileota, sobre el destino imperial de su hijo probablemente influye en el comportamiento de Ana. Así es como Alejo, desde pequeño, ha estado acompañada de un monje en todas las circunstancias, incluso en el campo de batalla.
En consecuencia, el asunto de Ítalo va más allá de la personalidad y las ideas del filósofo. Fue instrumentalizado por Alejo, quien proclama su deseo de restaurar el Imperio, así como una estricta ortodoxia religiosa. Los enjuiciamientos contra los discípulos de Ítalo afectan principalmente a miembros de la aristocracia civil, a menudo miembros del Senado, de quienes Alejo sospecha que conspiran contra él, así como a miembros del clero de Hagia Sophia. Sin embargo, Alejo también sabe comprometerse. Ante el aumento del descontento entre los clérigos de la capital, autorizó a cinco exalumnos de Ítalo, diáconos de Hagia Sophia, a continuar su enseñanza una vez demostrada su negativa a las opciones heréticas del filósofo. Uno de ellos, llamado Eustrato de Nicea, más tarde incluso se convirtió en un consejero espiritual cercano del emperador. En general, la acción de Alejo resultó en la desaparición completa de este movimiento de renacimiento intelectual y eso durante al menos tres siglos.

### La lucha contra las herejías dualistas
El reinado de Alejo corresponde a una fase de lucha contra las diversas herejías cristológicas y dualistas, en particular el bogomilismo y el paulicianismo, que están experimentando un resurgimiento de vigor en estos tiempos convulsos. El fundamento espiritual de estos movimientos religiosos es simple. Para ellos el mal no proviene de la desobediencia del hombre hacia Dios sino de un principio externo llamado Satanás con el poder equivalente al bien. Estas herejías adoptan rápidamente un comportamiento sectario y, a veces, se niegan a reconocer a las autoridades religiosas y seculares.

#### Paulicismo
Alejo advirtió rápidamente al paulicianismo cuando un contingente de 3.000 de ellos, procedentes de Filipópolis, participó en 1081 en la batalla de Dyrrachium contra los normandos. Tras la derrota se niegan a acudir a la convocatoria del emperador y éste, una vez pasado el peligro a finales de 1083, exilia a sus líderes. Estos último se aliaron con los pechenegos y participaron en la batalla de Bélatiova (enero de 1086), donde los bizantinos fueron aplastados. Posteriormente, en los años 1114-1115, cuando el peligro de los Pechenegos parecía haber pasado, Alejo intentó utilizar la persuasión hacia el paulicianismo yendo, personalmente, a discutir teología con los líderes de la secta.

#### La lucha contra el bogomilismo
La reacción contra la herejía Bogomil de Alejo es mucho más violenta. Probablemente esto se explique por el hecho de que esta última ya ha penetrado profundamente en la capital. Desde el siglo X los bogomilos estuvieron presentes en Bulgaria, luego hasta Asia Menor a mediados del siglo siguiente. En su Panoplia dogmática, Eutimo Zigabène da una descripción completa de la doctrina Bogomila. Lo que preocupaba al emperador era la capacidad de los bogomilos para pasar desapercibidos y el aura que disfrutaban entre la gente y ciertos círculos de la élite capitalina. Alejo arrestó al jefe de la secta en Constantinopla, un tal Basilio. Según su hija, Alejo actúa con astucia y prudencia y se acerca a Basilio, haciéndole colgar una cierta atracción por su parte frente a la doctrina Bogomila. Basilio fue invitado a exhibirlo, en 1104, frente al emperador pero detrás de un telón, escondido, se encuentran el Senado y el Santo Sínodo. Al final de la presentación se levanta el telón y Basilio es condenado por hereje. Mientras Alejo lo insta a que se retracte, arresta a los principales líderes de la secta. Finalmente Basilio es ejecutado en el hipódromo para que su castigo sea visible para todos. Fue quemado vivo.

### El edicto de 1107
El emperador, sin embargo, está preocupado. El juicio de Juan Ítalo, la multiplicación de herejes incluso en la capital y en el clero muestran que una reforma de la Iglesia parece esencial. Alejo acusa al clero de negligencia, especialmente en la enseñanza de la fe y de la predicación, y de haber recurrido principalmente a intereses materiales. Al apartarse de la predicación, el clero, y especialmente los monjes, permitió que se desarrollara la ignorancia y floreciera la herejía. Esta retórica permite a Alejo proponer la creación de una orden de predicadores adscritos a la Iglesia Patriarcal.
Estos predicadores, llamados didascales, son reclutados dentro del clero patriarcal y reciben, para los clérigos titulares, una remuneración. También es para Alejo un medio de fortalecer el control imperial sobre la Iglesia y, en particular, sobre el clero de Santa Sofía en la capital. Los didascales tienen un papel de enseñanza pero también de vigilancia moral. Una medida tomada por Alejo también prueba que había en ese momento una relativa crisis de reclutamiento en la Iglesia. De hecho, Alejo permite que los didascales sigan siendo diáconos si así lo desean, pero ofrece grandes ventajas (altos salarios y pensiones) para quienes abrazan el sacerdocio.
Al mismo tiempo, Alejo anima a los obispos a ejercer ellos mismos la labor docente, "porque no es una deshonra para un obispo, sino un gran honor, incluso entrar en la vivienda de un pobre..."
Lo que aparece claramente a través de este edicto es que la posición de Alejo, muy favorable a los monjes durante su juventud, bajo la probable influencia de su madre Ana Dalaseno, se ha convertido en desconfianza. El reflejo de Ana Comneno en su Alexiada: “En verdad, no veremos cabellos mundanos en bogomilos; su perversidad se esconde bajo el manto y la capucha” ilustra el hecho de que un gran número de herejes son monjes, empezando por Basilio, el líder de la secta en la capital. Estos monjes llamados "gyrovagues" no trabajan y viven solo de la caridad. Ya durante el Concilio de Calcedonia, en 451, las autoridades eclesiásticas intentaron controlar a estos monjes errantes que a menudo entraban en conflicto con los obispos. Este edicto de 1107, añadido a la recopilación de todas las herejías, escrito bajo el nombre de Panoplie dogmatique por Eutimo Zigabène por orden del basileus hacia 1104, demuestra este deseo de reforma y toma de posesión de la Iglesia. Al igual que sus dos sucesores, Alejo tiene una visión de un emperador epistemónico, refiriéndose al monje que supuestamente recuerda a sus negligentes hermanos sus deberes en un monasterio, lo que implica que se da a sí mismo el poder de restaurar la Iglesia en el Camino Correcto. La creación de los Didascales elegidos dentro del clero patriarcal está en el origen de lo que se llama “la Escuela Patriarcal”.

### Control de la iglesia sobre la enseñanza
Parece que los didascales de la capital eran doce. Los tres principales dependían de Hagia Sophia y los otros nueve dirigían las escuelas de enseñanza adjuntas a las principales iglesias de Constantinopla. Los vínculos entre estas escuelas y la Iglesia ya existen y muchos directores y maestros de estos establecimientos ya fueron nombrados por el Patriarca. La enseñanza proporcionada en estas escuelas es de naturaleza secular y tiene como objetivo preparar las materias teológicas enseñadas por los tres didascales de Hagia Sophia. El edicto promulgado por Alejo refuerza el control del clero patriarcal, que a partir de ahora dirige todas las escuelas de la capital. La desaparición de los laicos en la educación parece progresiva pero real y contrasta con el período anterior en el que laicos como Miguel Psellos y, en menor medida, Juan Ítalo tuvieron una influencia decisiva. 
El papel de los didascales es más amplio que el de maestro, ya que Alejo quiere que sean capaces de interpretar las escrituras (en un sentido obviamente favorable a la ortodoxia). Esta reforma conduce, por tanto, a una toma de posesión de la Iglesia por parte del poder imperial y al fortalecimiento del papel del patriarcado y del clero de Hagia Sophia, que se convierte durante los últimos siglos del Imperio en el lugar de formación y reclutamiento de los principales eclesiásticos.

### Reforma monástica
El interés de Alejo por los asuntos religiosos está relacionado en parte con la importancia y el papel de los monjes en su séquito. Ana Dalaseno había asegurado la educación de sus hijos por monjes. Alejo es acompañado sistemáticamente por un monje durante cada campaña militar. Ciertamente, hacia el final de su reinado, el emperador parecía desconfiar de las desviaciones heréticas de algunos monjes, especialmente los itinerantes, y confió la implementación de su reforma religiosa al clero de Santa Sofía, pero el hecho es que las cuestiones relacionadas con el monacato toman gran importancia en su mente. Las relaciones entre el basileus y los monjes se basan en la intercesión de estos últimos, por sus oraciones, para darle la victoria a Alejo sobre los enemigos del Imperio y por otro sobre el deber del emperador de salvaguardar los monasterios. Además, el reinado de Alejo se caracteriza por importantes transferencias de riqueza al círculo familiar de los Comneno. Una parte importante se destina a la fundación de monasterios. Este es el caso del monasterio de Cristo Pantépoptès, fundado por Ana Dalaseno donde está enterrada. Gregorio Pacoriano fundó el monasterio de Théodokos Pétritziôtissa (cerca de Filipópolis) y Manuel Butumites el de Théotokos de Kykko (en la isla de Chipre). En abril de 1088 Alejo promulgó una bula de oro concediendo la isla "desierta" de Patmos, en la que murió San Juan, al monje Christodoulos de Patmos para fundar allí el monasterio de San Juan el Teólogo.
Parece necesaria una reforma en particular de la charistikè. En efecto, si exceptuamos las nuevas fundaciones, casi todos los monasterios pertenecen a manos de administradores adinerados, a menudo laicos, a los que se les llama caristicarios. La caristicarias consiste en la atribución de un monasterio, muchas veces en mal estado o incluso en ruinas, para restaurarlo pero sin ceder la propiedad. Los carismáticos rápidamente se aprovecharon de esto para enajenar ilegalmente muchas propiedades eclesiásticas. A veces no dudan en elegir ellos mismos a los monjes y en persuadir a los novicios de que cedan la totalidad o parte de sus propiedades. Algunos no dudan en inscribir a los laicos, miembros de sus familias, en las listas del personal del monasterio para poder beneficiarse de las asignaciones eclesiásticas (adelphata). El propio Alejo al comienzo de su reinado, cuando su poder flaqueaba, utilizó este sistema para recompensar a sus seguidores. Algunos religiosos también consideran que el nombramiento de administradores laicos dentro de una comunidad de monjes es una perversión de la vida monástica. 
No fue hasta 1094, después del sínodo de Blaquernas, que Alejo comenzó a abordar el problema. El patriarca Nicolás III Gramático intenta un inventario de los monasterios pertenecientes al patriarcado. La obstrucción es tal que obligó al emperador a intervenir en diciembre de 1096 retomando las Novellae Constitutiones Sobre el derecho del patriarca a los monasterios. Recuerda el poder absoluto del patriarca para controlar y corregir cualquier disfunción y, sobre todo, le da plena libertad en los nombramientos de esômonitai (laicos que residen dentro de un monasterio y están destinados a abrazar la vida monástica). También prohíbe el registro de laicos en la lista de personal y así tener acceso a adelphata.
Por otro lado, se conservan los derechos 177 del fundador de un monasterio, una de las características del monaquismo bizantino. Este mecenazgo laico (llamado ephoreia) se diferencia del sistema de caristicarias en que el fundador, el ephoros, debe preservar su fundación para que no caiga en malas manos y no debe explotar los ingresos del fondo para su beneficio personal. Así, el monasterio de Notre-Dame-Pleine-de-Grâce tiene por primera vez ephoros Eudocia Comneno, una hija de Alejo, que reside allí como monja después de su viudez. Después de su muerte en 1118 fue sucedido por su propia madre Irene Ducas, luego su hija Ana, la hermana de la última, María,y así sucesivamente en la rama femenina de la familia. El mismo Alejo es el patrón en su capital del monasterio de Cristo Philanthrôpos, el de Saint-Môkios y otra fundación en Tracia.
Este tipo de mecenazgo no es un fenómeno marginal y continuó mucho después del reinado de Alejo. Hay un doble interés en este sistema. Para el monasterio que en teoría está separado del mundo exterior pero depende de la sociedad circundante para sus recursos. Un mecenazgo, sobre todo imperial, es la seguridad de no carecer de ningún apoyo. Para el patrón, es el seguro de una costosa inversión cuyo objetivo es asegurar la memoria (y la sostenibilidad) de su persona y su familia en el tiempo. Por lo tanto, Alejo espera de sus investiduras que los monjes intercedan, a través de sus oraciones, por su salvaguardia personal pero también por la del Imperio. Sin embargo, existe un deseo real de hacer de la reforma monástica uno de los ejes de la renovación religiosa que él pide.

## Reforma del gobierno del imperio
El reinado de Alejo corresponde a un fortalecimiento de la autocracia imperial. El ejemplo más llamativo proviene de las reformas religiosas llevadas a cabo por el emperador y no por el patriarca. La multiplicidad de habilidades imperiales refuerza este fenómeno especialmente desde Alejo, cuyo modelo es Basilio II, uno de los basileus más activos. Estableció un gobierno centralizado que dependía principalmente de él y sus seguidores. Sobre todo, colocó a los miembros de su familia en muchas posiciones clave, estableciendo así un gobierno que estaba completamente en manos de sus parientes.

### Lazos familiares: el nuevo corazón del poder imperial
Alejo tiene una clara tendencia a confundir el Imperio con la Casa Comneno. Si se ocupa de coronar solo a uno de sus hijos, contrariamente a algunas costumbres de dinastías anteriores, da a sus otros hijos, yernos, hermanos y sobrinos las más altas dignidades. El ejemplo de Nicéforo Brienio, su yerno, la verdadera mano derecha de Alejo en sus últimos años de reinado es una ilustración de esto. Cuando su hermano Isaac muere, Alejo cuida de todos sus hijos y los cría sin distinción con los suyos. Continuando el trabajo de su madre, le dio gran importancia al hecho de que los miembros de su familia se casaran con miembros de poderosas familias aristocráticas para asegurar su fidelidad. En particular, logró aliarse con la familia Ducas, que había sido la gran rival de su madre, gracias a su matrimonio con Irene Ducas. Del mismo modo, casó a su hija Teodora con Constantino Ángelo, lo que marcó el comienzo de la ascensión de los ángelo que sucedieron a los comnenos en 1185. Es la concepción misma de la persona imperial la que está cambiando porque el emperador ya no aparece fuera de su alcance como en la concepción romana clásica. El parentesco con el emperador se convirtió en un elemento primordial mientras se desarrollaba el método de los appanages, lo que atestigua la ausencia de distinción entre el Imperio y la familia. Este fenómeno también ilustra la aceptación por parte de Alejo del ascenso de la gran aristocracia a expensas de los propietarios de pequeña y mediana escala, un proceso que sus predecesores a menudo trataron de detener. Ejemplos de donaciones de tierras imperiales incluyen a Nicéforo Meliseno obteniendo la región de Tesalónica a cambio de su renuncia al trono. Este desarrollo no está exento de consecuencias, ya que priva al Imperio de parte de los ingresos fiscales tan pronto como estas concesiones van acompañadas de la asignación de los ingresos fiscales relacionados. Sin embargo, es necesario relativizar la idea de una feudalización del Imperio que a veces ha sido defendida, el gobierno central conserva sus prerrogativas.
Esta asimilación entre el Imperio y la familia Comneno se ilustra por la importancia tomada por los miembros de la familia de Alejo en la dirección del Imperio. Su hermano mayor, Isaac, aparece como un verdadero coemperador a pesar de que no tiene el título. Fue nombrado para el recién creado título de Sebastocrátor, que ahora quedó en segundo lugar en la jerarquía de títulos imperiales, justo después del de basileus. Hasta su muerte a principios del siglo XII, Isaac jugó un papel importante, aunque discreto, en la conducción de los asuntos del Imperio. Del mismo modo, su hermano Adriano goza de la dignidad de ilustre Protosebastos. Su propia madre estuvo asociada durante mucho tiempo con el gobierno del Imperio, especialmente desde que Alejo se enfrentó en sus primeros años con múltiples amenazas externas que lo obligaron a mantenerse alejado de Constantinopla. Tenía entonces todas las prerrogativas en materia de política interior sin tener poderes iguales a los del emperador, que seguía siendo el amo de la política exterior. Sin embargo, con el regreso duradero de Alejo a la capital, aparecieron diferencias de opinión, lo que llevó a su paulatina marginación en la década de 1090. Al mismo tiempo, la vieja aristocracia, vinculada en particular al Senado, es particularmente menospreciada. Más allá de eso, este nuevo sistema, que se basa en la donación de valores e ingresos significativos a familiares, conduce a un aumento significativo de los impuestos en detrimento de la población. En general, este nuevo sistema ha sido objeto de algunas críticas, ya que conduce a un cierre de la sociedad bizantina con la constitución de una pequeña élite, a pesar de que la sociedad bizantina se caracterizó por las posibilidades, incluso marginales, de promoción al mérito. Michel Kaplan y Alain Ducellier ven en esta evolución el debilitamiento de una administración una vez impulsada por el bien común y ahora dominada por una aristocracia basada en lealtades personales. Finalmente, si la historiografía ha considerado a menudo que la llegada al poder de Alejo condujo al triunfo de la aristocracia militar sobre la aristocracia civil, considerado responsable de las dificultades del Imperio a mediados del siglo XI, investigaciones recientes matizan esta dicotomía, destacando los vínculos entre las diferentes familias.

### Una nueva jerarquía imperial
El Imperio Bizantino bajo Alejo I Comneno se caracteriza por la fuerza de los lazos familiares con el emperador. Estos están garantizados por una política de alianzas matrimoniales y por la recopilación de títulos y dignidades de prestigio. En este sentido, Alejo I Comneno innova en comparación con la jerarquía tradicional de títulos y dignidades en el Imperio bizantino. Utiliza el título de Sebastos para construir todo un conjunto de dignidades nuevas y a menudo importantes, cuyo logro está estrechamente relacionado con el grado de cercanía familiar con el emperador. Estos nuevos títulos suplantaron a algunas de las dignidades más prestigiosas de la historia del Imperio Bizantino. Así, el título de Sebastocrátor supera al de César. El título de Panhipersebástos es de igual valor que el de césar y la de los Pansebastohypertatos es de menor importancia. Todo un conjunto de títulos que alguna vez ostentaron los dignatarios más importantes pierden valor cuando no desaparecen por completo como los de proèdre y magistros. Del mismo modo, el gobierno provincial también experimenta un movimiento general de devaluación del valor de los títulos. Así, los Strategos fueron reemplazados gradualmente por duxes, un título conferido solo a los líderes de las entidades provinciales más importantes antes de 1081. A la muerte de Alejo I, la jerarquía de los títulos imperiales más importantes es la siguiente: Sebastocrátor, César, Panhipersebástos, Sebastohypertatos, Protosebástos, Sebastos, Protonobelissima, Nobilissimus, Protocuropalate, Curopalate. Reemplaza a la antigua jerarquía: César, Nobilissimus, Curopalate. Este nuevo sistema de títulos y dignidades permite dar sustancia a la valorización de los lazos familiares. Como resultado, toda la administración del Imperio Bizantino fue gradualmente controlada por la familia Comneno en general.

### Reformas administrativas
En relación con la evolución del poder imperial, la administración del Imperio se transforma, sin que esto responda a un plan general. En primer lugar, desde el comienzo de su reinado, creó la función de logothetēs tōn sekretōn que tenía que ayudar a su madre mientras ella ocupaba un lugar importante en el gobierno del Imperio. Poco a poco, esta posición va ganando influencia, combinando importantes habilidades administrativas y fiscales con el objetivo de facilitar la coordinación entre los diferentes departamentos de la administración. En el campo de las finanzas, se está trabajando un movimiento de reducción y concentración de las estructuras administrativas, lo que conduce a la racionalización de la gestión. Cargos tan importantes como el Sacelario (controlador de las finanzas del Estado), el eidikou (responsable del pago de los salarios (la roga) de los senadores) o el logothetēs tou genikou (jefe del servicio de impuestos) declinan o desaparecen. En su lugar, se crearon dos divisiones principales con el Gran logariata  des sekrèta (la administración tributaria) y el Gran logariata des euagè sékréta, jefe de contabilidad de la propiedad de la corona. A pesar de la creciente confusión entre la propiedad del Imperio y la propiedad del Emperador, la distinción entre la propiedad fiscal y la propiedad de la corona permanece. Al mismo tiempo, también se reforma la administración judicial y se amplía su ámbito de competencia con la creación de un tribunal especializado en materia tributaria.

### Desafíos a la autoridad
Si el reinado de Alejo I Comneno permitió consolidar la autoridad imperial después de los problemas que precedieron a su llegada al trono y si marcó el comienzo de un período de relativa estabilidad hasta la muerte de Manuel I Comneno, también experimentó diversas oposiciones dentro de la aristocracia bizantina, especialmente en las provincias. Cuando llegó al trono, Alejo tuvo que establecer su legitimidad a pesar de que a menudo estaba lejos de Constantinopla, un lugar privilegiado para las intrigas de la corte. Como resultado, en los primeros días de su reinado, a menudo estaba acompañado por personajes que de otro modo podrían aprovechar su ausencia para tratar de tomar el poder. Así, Nicéforo Sinadenos, sobrino del depuesto emperador, está presente junto a Alejo durante la primera campaña imperial contra Roberto Guiscardo. A pesar de esta prudencia y la fuerza de las alianzas matrimoniales, las revueltas sacudieron periódicamente al Imperio. Una primera ola de protestas vino de las filas del ejército en 1083, pero fue rápidamente descubierta y extinguida. En 1091, fue una alianza entre Constantino Humbertopoulos y Ariébès, un líder militar que había defendido Ochrid contra los normandos, lo que llevó a una nueva revuelta que fue fácilmente reprimida. Las causas de estos dos levantamientos son bastante difíciles de evaluar, pero es probable que los conspiradores se sientan mal pagados o mal recompensados por sus éxitos o esfuerzos.
La revuelta más peligrosa tuvo lugar en 1094. Emana de los hermanos Diógenes que tienen la legitimidad para reclamar el trono imperial. De hecho, Nicéforo Diógenes es el hijo de Romano IV Diógenes y tuvo importantes favores al comienzo del reinado de Alejo. Sin embargo, con su hermano León, decidió conspirar contra el trono basándose en la fuerza de sus redes de alianzas. Es durante una campaña militar que se descubre el plan. Los dos hermanos instalaron su tienda en las inmediaciones de la tienda del emperador, lo que levantó sospechas. Un primer intento de asesinato fracasa cuando Nicéforo es sorprendido por la llegada de un sirviente. Unos días más tarde, es Tatikios quien lo arresta mientras camina hacia la habitación del emperador armado con una espada. Ante esta amenaza, Alejo termina tomando prisionero a Nicéforo, le hace confesar los nombres de sus partidarios antes de cegarlo en secreto, para no despertar reacciones demasiado fuertes entre los muchos partidarios de la familia Diógenes. Más tarde, es dentro de su familia donde aparece la protesta. Juan Comneno, hijo de Isaac, el hermano mayor y fiel partidario de Alejo, se rebeló sin que las causas estuvieran claramente establecidas. Finalmente fue llamado al orden y el emperador lo perdonó por respeto a su hermano. Sin embargo, esta trama presagia tensiones recurrentes dentro de la propia familia Comneno.
Otro aspecto importante del reinado de Alejo fue el surgimiento de movimientos de disidencia regionales que ilustraron la pérdida de autoridad del Imperio sobre sus provincias periféricas. La primera de estas revueltas fue la de Jorge Monómaco, el duque de Dyrrachium. Ante la amenaza de los normandos, postergó y respondió evasivamente a las peticiones de fidelidad de Alejo. Finalmente, decidió negociar con Roberto Guiscardo. Si Alejo logró reemplazarlo lo suficientemente rápido, este espíritu de revuelta se extendió bastante ampliamente en la ciudad de Dyrrachium, que cayó en manos de los normandos en 1082, amenazando directamente al resto del Imperio con una invasión normanda. Las dos islas de Chipre y Creta también experimentaron movimientos de revuelta en 1091, liderados respectivamente por Karykès y Rhapsomatès. Estos movimientos fueron probablemente causados por el aumento de la carga fiscal vinculada a las intensas actividades militares de Alejo, así como por un sentimiento de abandono vinculado al declive de la armada bizantina (varias islas en el mar Egeo cayeron entonces en manos de los selyúcidas). Sin embargo, estos levantamientos fueron rápidamente reprimidos y parecían haber carecido de apoyo popular. Alejo también reaccionó reafirmando la autoridad imperial sobre estas islas, con el nombramiento de Eumathios Philokales como gobernador de Chipre, que tenía una flota de guerra y una fuerza de caballería. La última revuelta provincial afectó a la región de Trebisonda, en la región del Ponto. Ya en la década de 1090, esta provincia, particularmente aislada debido a las conquistas turcas, se había constituido como un principado cuasi independiente bajo el liderazgo de Teodoro Gabras. Más tarde, fue el duque Gregorio Taronita quien se rebeló en 1103 con la intención de separarse del redil del Imperio, pero finalmente fue derrotado. Sin embargo, no es insignificante que este desafío al poder central emane de esta región que se separó definitivamente del resto del Imperio bizantino en 1204 con la fundación del Imperio de Trebisonda.

## Reformas

### Ejército
Durante el reinado de Alejo, el ejército bizantino fue profundamente reformado. De hecho, en el momento de su ascenso al trono, las guerras civiles debilitaron considerablemente militarmente al Imperio bizantino, especialmente porque siguieron un período de relativo abandono de la herramienta militar desde la muerte de Basilio II en 1025. El antiguo régimen del ejército, que se basaba en contingentes provinciales dependiendo de los Themas, casi ha desaparecido. Los Themas en sí mismos sufrieron profundamente, especialmente debido a las invasiones selyúcidas en Asia Menor. Poco a poco fueron evolucionando hasta tomar a veces la forma de ducados con la reconquista de parte de la península. Al mismo tiempo, el ejército central y permanente del imperio, formado por tagmata (regimientos), también estaba profundamente desorganizado. Pocas de estas unidades sobreviven, excepto los Inmortales (que desaparecieron en la década de 1090), la Hetaireia o la Guardia varega que siguen siendo un componente primordial del ejército bizantino. Ya desorganizado por las guerras civiles, el ejército bizantino sufrió mucho durante las primeras campañas de Alejo I y el pequeño ejército central que quedaba desapareció casi por completo: en 1090, solo se pudieron levantar quinientos soldados.
El emperador, que provenía de un entorno militar, concedió gran importancia a la restauración del poder militar bizantino. Trabajó para restablecer un reclutamiento de tropas de la población bizantina con el establecimiento de tagmata compuesto, por ejemplo, por soldados macedonios. En particular, está en el origen de la creación del regimiento de archontopouloi que recluta entre los hijos de los soldados que murieron en combate, que es una forma de asegurar la subsistencia de estos huérfanos. Sin embargo, está lejos de abandonar el uso de tropas extranjeras, particularmente mercenarios. Dio un lugar cada vez más importante a las tropas de Europa occidental, rodeándose de soldados occidentales. Los caballeros de origen europeo formaron el corazón de la caballería pesada, mientras que después de su aplastamiento en la Batalla de Levounion, los pechenegos sobrevivientes se incorporaron como arqueros a caballo. Fue esta necesidad de recurrir a fuerzas extranjeras lo que condujo, entre otras razones, al establecimiento de la Primera Cruzada, cuyo importancia superó con creces las expectativas de los bizantinos, para quienes el concepto de cruzada no tenía sentido. Finalmente, el ejército es un área en la que la concesión de puestos importantes a los miembros de la familia extendida del emperador es particularmente aplicable incluso si Alejo se rodea de camaradas de armas de diversos orígenes (Tatikios es selyúcida y Constantino Humbertopoulos proviene de Europa occidental). Al final, si Alejo lidera sobre todo las reformas para lograr restaurar una fuerza armada capaz de combatir las muchas amenazas externas sin tener un plan verdaderamente coherente, es capaz de reconstruir un ejército sólido, capaz de alinear alrededor de 20.000 hombres en el campo y que sus sucesores fortalecerán. Por otro lado, sus elecciones estratégicas son más cuestionables, a veces siguiendo los consejos de generales muy jóvenes, sin experiencia, con resultados que pueden ser catastróficos como lo demuestra la derrota en la Batalla de Dristra en 1087.

### Armada bizantina
Si, en el momento de la llegada de Alejo al poder, el estado general del Imperio era deplorable, la situación de la marina era desastrosa. Los años de guerra civil condujeron a un aumento de su decadencia, que comenzó a mediados del siglo XI. Por lo tanto, en el momento en que Roberto Guiscardo desembarcó en la costa albanesa, la armada bizantina no estaba en absoluto en estado para oponerse a él, lo que obligó al emperador a confiar en las flotas de las repúblicas italianas que le hicieron pagar caro por su ayuda. Sin embargo, a lo largo de su reinado, trató de reafirmar el poder de la armada bizantina, esencial para la supervivencia del Imperio, ya que era probable que estuviera expuesta a amenazas marítimas, como el deseo de Tzacas de atacar Constantinopla. Así, logró repeler la amenaza de este emir turco y recuperar gradualmente el control de la costa occidental del mar Egeo gracias a la acción de Juan Ducas. Del mismo modo, reafirmó la soberanía bizantina sobre Creta y Chipre. Paralelamente a esta refundación de una flota de guerra, se modificaron las estructuras de esta. Mientras que la antigua armada bizantina se dividió en flotas thematicas, ahora se agrupa en una flota unificada, dirigida por un Megaduque. Este reemplaza al Gran Drungario, reducido al estado de segundo al mando.

## Familia
De su matrimonio con Irene Ducas, Alejo tiene 9 hijos:
- Ana Comneno, casada con Nicéforo Brienio.
- María Comneno, casada con Gregorio Gabras y luego con Nicéforo Katakalon.
- Juan II Comneno, su sucesor.
- Andrónico Comneno, Sebastocrátor.
- Isaac Comneno, Sebastocrátor.
- Eudoxia Comneno casada con Miguel Iasitès.
- Teodora Comneno que se casó con Constantino Kurtikes y luego con Constantino Ángelo. La dinastía de los ángeles desciende de Teodora.
- Manuel Comneno.
- Zoe Comneno.

Sobre todo, Alejo asociará estrechamente a su familia, hijos, sobrinos, sobrinas en una compleja red de alianzas matrimoniales que unen a los comnenos a todas las grandes familias de la aristocracia bizantina.